# Liste der Stolpersteine in Mönchengladbach – Stadtbezirk Nord

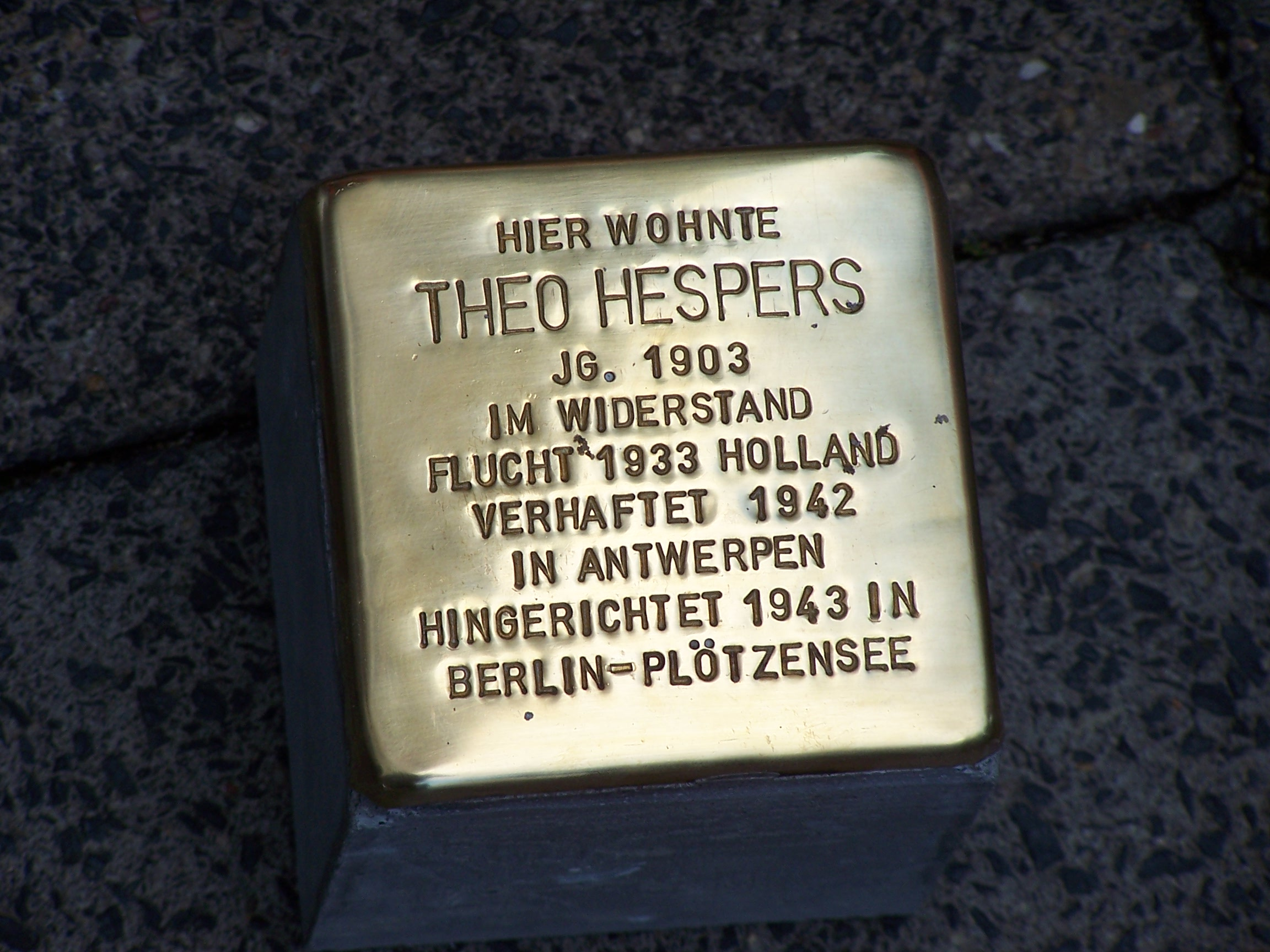
Stolperstein für Theo Hespers

Die Liste der Stolpersteine in Mönchengladbach – Stadtbezirk Nord enthält alle Stolpersteine, die im Rahmen des gleichnamigen Projekts von Gunter Demnig in Mönchengladbach im Stadtbezirk Nord verlegt wurden. Mit ihnen soll an Opfer des Nationalsozialismus erinnert werden, die hier lebten und wirkten.
Neben den hier verlegten Stolpersteinen, die in der Liste erfasst wurden, liegt im Stadtteil Rheydt auch eine „Stolperschwelle“.
Weitere verlegte Stolpersteine in anderen Stadtbezirken von Mönchengladbach sind hier zu finden:
- Stadtbezirk Ost
- Stadtbezirk Süd
- Stadtbezirk West

## Verlegte Stolpersteine
- Karte mit allen Koordinaten:
- OSM |
- WikiMap

Hinweise zur Benutzung der Auflistung:
Die Liste führt die verlegten Stolpersteine auf, nennt Namen und Lebensdaten der Person, Ort und Datum der Verlegung, die auf dem Stein zu lesende Inschrift und zeigt jeweils ein Foto des beschriebenen Stolpersteins. Dazu führt die Liste Informationen zur Person auf sowie, in den Fußnoten, auch Informationen zu den genannten verwandten Personen.
- Die Liste ist teils sortierbar gestaltet. Die Sortierung nach dem Alphabet wird durch das Anklicken der beiden Dreiecke in den Spalten erreicht.
- Mit ♁ (Lage) oder der Weltkugel lassen sich die Koordinaten mit Kartendiensten anzeigen.
- Hochgestellte Zahlen im Text bedeuten einen Link: Hochgestellte Zahlen in eckigen Klammern verweisen auf einen Einzelnachweis (Beleg) für die Information.
- Blau hinterlegte Wörter sind als Links zu anderen Wikipediaartikeln oder auch als Links innerhalb dieser Liste hinterlegt.

| Adresse                                    | Verlege- datum | Person, Inschrift | Bild | Anmerkung |
| ------------------------------------------ | -------------- | --- | ---- | --- |
| Aachener Straße 2 ·                        | 4. Apr. 2007   | Hier wohnte Irma Hülsmann Jg. 1928 Deportiert 1941 Riga Ermordet 26.2.1942                                                                                                |      | Irma Hülsmann wurde am 15.04.1928 als Tochter des Ehepaares Georg (†12.08.1933 in Mönchengladbach) und Paula Hülsmann, geb. Winter (*26.01.1883) in Mönchengladbach geboren. Irma wurde mit ihrer Mutter am 10.12.1941 (strittig: Diese Quelle nennt den 11.12.1941) über Düsseldorf in das Ghetto Riga deportiert, als Todesdatum wird der 26.03.1942 angegeben. |
| Aachener Straße 2 ·                        | 4. Apr. 2007   | Hier wohnte Paula Hülsmann Geb. Winter Jg. 1883 Deportiert 1941 Riga Ermordet 26.3.1942                                                                                   |      | Paula Winter wurde am 26.01.1883 in Mönchengladbach geboren. Sie heiratete den Katholiken Georg Hülsmann († 12.08.1933 in Mönchengladbach), aus der Ehe ging eine Tochter – Irma (* 15.04.1928) – hervor. Paula wurde mit ihrer Tochter am 10.12.1941 (strittig: Diese Quelle nennt den 11.12.1941) über Düsseldorf in das Ghetto Riga deportiert, als Todesdatum wird der 26.03.1942 angegeben. |
| Aachener Straße 2 ·                        | 4. Apr. 2007   | Hier wohnte Elisabeth Raphaelson Geb. Salomon Jg. 1878 Deportiert 1942 Theresienstadt tot 12.10.1942                                                                      |      | Elisabeth Alzbeta Salomon wurde am 27.05.1878 als Tochter des Ehepaares Maurits (Mouritz) Simon (*19.05.1838 in Utrecht) und Ida Salomons (* 1853 in Altena, †18.11.1915 in Amsterdam) in Amsterdam geboren. Sie heiratete am 27.10.1897 Louis Raphaelson (*31.10.1867 in Herford, †23.01.1914 in Berlin), aus der Ehe gingen sechs Kinder hervor: Sara Frieda (* 1899, †08.05.1942 in Chelmno ermordet), Anna (* 1901, überlebt – konnte nach Nordirland fliehen), Karl Heinrich (* 1903, 1941 von Köln aus nach Łódź deportiert und (wahrscheinlich) am 29.06.1942 Chelmno ermordet), Ernst Moritz (* 1904, 1928 nach Eindhoven emigriert – überlebt), Paul Alexander (* 1906, nach seiner Deportation u. a. Kapo in den KZ-Außenlagern Wulkow und Schnarchenreuth, 1946 verhaftet, in Prag zum Tode verurteilt, am 30.04.1947 hingerichtet) und Martha (* 1913, 1939 Flucht nach Irland, 1962 weiter in die USA, † 1986). Elisabeth wurde (mit ihrem Sohn Paul Alexander) im Juli 1942 ab Düsseldorf mit dem Transport VII/2, nr. 798 nach Theresienstadt deportiert, wo sie am 13.10.1942 (strittig: Eine andere Quelle nennt den 12.10.1942) ermordet wurde. |
| Aachener Straße 2 ·                        | 4. Apr. 2007   | Hier wohnte Heinz Simon Jg. 1926 Deportiert 1941 tot in Riga |      | Heinz Simon wurde am 10.10.1926 als Sohn des Ehepaares Erich Walter Simon (*22.04.1894) und Melitta Simon, geb. Steinhardt (*09.09.1889) in Rheydt geboren. Er besuchte die Jüdischen Volksschule, ein Mitschüler war u. a. Werner Rübsteck aus Willich, Ruth Zander aus Wickrathberg; moenchengladbach.de (PDF). Heinz wurde mit seinen Eltern am 10.12.1941 über Düsseldorf in das Ghetto Riga deportiert, wo er und seine Mutter umkamen. |
| Aachener Straße 2 ·                        | 4. Apr. 2007   | Hier wohnte Melitta Simon Geb. Steinhardt Jg. 1889 Deportiert 1941 tot in Riga                                                                                            |      | Melitta Steinhardt wurde am 09.09.1889 als Tochter von Adolf und Dora Steinhardt, geb. Lesser in Chemnitz geboren, als Beruf wurde Hausfrau angegeben. Sie heiratete Erich Walter Simon (*22.04.1894), aus der Ehe ging ein Sohn – Heinz (*10.10.1926) – hervor. Am 10.12.1941 wurde die Familie Simon über Düsseldorf in das Ghetto Riga deportiert, wo sie und ihr Sohn umkamen. |
| Aachener Straße 2 ·                        | 4. Apr. 2007   | Hier wohnte Walter Simon Jg. 1894 Deportiert 1941 tot in Riga |      | Erich Walter Simon wurde am 22.04.1894 als Sohn von Moses Simon (1859–1942) und Minna Simon, geb. Bergmann in Barmen-Elberfeld geboren, als Beruf wurde Kaufmann angegeben. Er heiratete Melitta Steinhardt (*09.09.1889), aus der Ehe ging der Sohn Heinz (*10.10.1926) hervor. Am 10.12.1941 wurde die Familie Simon über Düsseldorf in das Ghetto Riga deportiert. Heinz wurde am 01.10.1944 nach Stutthof verbracht, dort verliert sich die Spur. |
| Aachener Straße 2 ·                        | 14. Dez. 2023  | Hier wohnte Max Manasse Jg. 1906 deportiert 1942 Transit-Ghetto Izbica ermordet                                                                                           |      | Max Manasse wurde am 26. Februar 1906 in Halle an der Saale geboren. Seine Eltern waren der Alteisen- und Metallhändler Simon Manasse und dessen Ehefrau Johanna Manasse geb. Sepselon. Max Manasse lebte ab 1929 in Siegburg, wo er als kaufmännischer Angestellter tätig und Mitglied der KPD war. Von Februar 1933 bis September 1934 kam er in das KZ Papenburg. 1937 zog Max Manasse mit seiner späteren Frau nach Mönchengladbach in das Haus an der Wallstraße 62 (Aachener Str. 2); er wurde jetzt von der Gestapo-Stelle Mönchengladbach überwacht und musste für verschiedene Betriebe Zwangsarbeit leisten. Am 24. Februar 1938 heirateten er und die gebürtige Gladbacherin Erna Berney. Das Ehepaar Manasse wurde am 22. April 1942 über Düsseldorf in das Ghetto Izbica deportiert. Von dort aus verlor sich seine Spur. |
| Aachener Straße 2 ·                        | 14. Dez. 2023  | Hier wohnte Erna Manasse geb. Berney Jg. 1908 deportiert 1942 Transit-Ghetto Izbica ermordet                                                                              |      | Erna Manasse wurde am 2. Februar 1908 in Mönchengladbach als Tochter des Metzgers und Synagogen-Angestellten Salomon Berney und dessen Ehefrau Johanna Berney geb. Liffmann geboren. Am 24. Februar 1938 heiratete sie den Angestellten Max Manasse. Das Paar lebte im Haus an der Wallstraße 62 (Aachener Str. 2), in dem auch die Eltern Berney wohnten. Am 22. April 1942 wurde Erna Manasse mit ihrem Mann über Düsseldorf in das Ghetto Izbica deportiert, von wo aus sie spurlos verschwanden. |
| Aachener Straße 45 ·                       | 7. Nov. 2024   | Hier wohnte Hugo Meyer Jg. 1895 Deportiert 1942 Transit-Ghetto Izbica Ermordet                                                                                            |      | Hugo Meyer (strittig: Als Nachname wird in einigen Quellen auch Meier nachgewiesen) wurde am 12.03.1895 als Sohn von Salomon Meyer und seiner Ehefrau Sabine Meyer, geb. Spier in Mönchengladbach geboren, als Beruf wird Kaufmann genannte, eine Schwester (Julie) ist bekannt. Er heiratete Amalie Stein, zwei Töchter sind bekannt: Lieselotte und Rahel. Am 22.04.1942 wurde die gesamte Familie ab Düsseldorf ins Ghetto Izbica deportiert, wo alle ermordet wurden. |
| Aachener Straße 45 ·                       | 7. Nov. 2024   | Hier wohnte Rahel Meyer Jg. 1940 Deportiert 1942 Transit-Ghetto Izbica Ermordet                                                                                           |      | Rahel Meyer (strittig: Als Nachname wird in einigen Quellen auch Meier nachgewiesen) wurde am 13.03.1940 als Tochter von Hugo Meyer und seiner Ehefrau Amalie Meyer, geb. Stein in Mönchengladbach geboren, eine Schwester (Lieselotte) ist bekannt. Am 22.04.1942 wurde die gesamte Familie ab Düsseldorf ins Ghetto Izbica deportiert, wo alle ermordet wurden. |
| Aachener Straße 45 ·                       | 7. Nov. 2024   | Hier wohnte Amalie Meyer Geb. Stein Jg. 1918 Deportiert 1942 Transit-Ghetto Izbica Ermordet                                                                               |      | Amalie Stein wurde am 12.01.1918 in Breslau geboren. Sie heiratete Hugo Meyer, zwei Töchter sind bekannt: Lieselotte und Rahel. Am 22.04.1942 wurde die gesamte Familie ab Düsseldorf ins Ghetto Izbica deportiert, wo alle ermordet wurden. |
| Aachener Straße 45 ·                       | 7. Nov. 2024   | Hier wohnte Lieselotte Meyer Jg. 1938 Deportiert 1942 Transit-Ghetto Izbica Ermordet                                                                                      |      | Lieselotte Meyer (strittig: Als Nachname wird in einigen Quellen auch Meier nachgewiesen) wurde am 21.04.1938 als Tochter von Hugo Meyer und seiner Ehefrau Amalie Meyer, geb. Stein in Mönchengladbach geboren, eine Schwester (Rahel) ist bekannt. Am 22.04.1942 wurde die gesamte Familie ab Düsseldorf ins Ghetto Izbica deportiert, wo alle ermordet wurden. |
| Adenauerplatz 13 ·                         | 12. Nov. 2011  | Hier wohnte Elise Kaufmann Jg. 1877 Deportiert 1942 Izbica ? |      | Elise Kaufmann wurde am 16.10.1877 als Tochter von Friedrich Wilhelm Daniel Kaufmann und Juditha Kaufmann, geb. Oppenheimer in Köln-Ehrenfeld geboren. Elise (eine andere Quelle gibt „Else“ als Vornamen an) blieb – wie ihr Bruder Richard (*01.04.1880) unverheiratet. Elise und ihr Bruder wurden am 22.04.1942 über Düsseldorf ins Ghetto Izbica deportiert, als Todesdatum von Elise wird der 12.08.1943 angegeben. |
| Adenauerplatz 13 ·                         | 12. Nov. 2011  | Hier wohnte Richard Kaufmann Jg. 1880 Verhaftet 1938 Gefängnis Spatzenberg Deportiert 1942 Izbica ?                                                                       |      | Richard Kaufmann wurde am 01.04.1880 als Sohn von Friedrich Wilhelm Daniel Kaufmann und Juditha Kaufmann, geb. Oppenheimer in Köln geboren. Richard blieb – wie seine Schwester Elise (*16.10.1877) – unverheiratet. Als Vorsteher der Synagogengemeinde wurde er nach dem November-Pogrom 1938 festgenommen und in das Gefängnis Spatzenberg überführt, wo er vom 10.-23.11.1938 in Schutzhaft verblieb. Richard und seine Schwester wurden am 22.04.1942 über Düsseldorf ins Ghetto Izbica deportiert, wo er umkam. |
| Adenauerplatz 13 ·                         | 12. Nov. 2011  | Hier wohnte Adele Meyer Geb. Zanders Jg. 1885 Deportiert 1941 Łodz Ermordet 7.4.1942                                                                                      |      | Adele Zanders wurde am 06.11.1885 als Tochter von Emanuel Zanders und Aurelia Zanders, geb. Frenkenberg in Bracht geboren. Sie war verwitwet und lebte mit ihrer Schwägerin (Nelly Hirsch (* 15.05.1905)) und deren Tochter aus der ersten Ehe (Ellen Zanders (* 25.10.1934)) im Haus Adenauerplatz 13. Adele wurde am 27.10.1941 von Düsseldorf aus in das Ghetto Łódź deportiert und später für tot erklärt, als Todesdatum wurde der 07.04.1942 angegeben. |
| Adenauerplatz 13 ·                         | 12. Nov. 2011  | Hier wohnte Nelly Hirsch Verw. Zanders Geb. Rosewitz Jg. 1905 Deportiert 1941 Łodz ?                                                                                      |      | Nelly Hirsch, geb. Rosewitz, verwitwete Zanders wurde am 15.05.1905 in Inowrazlaw geboren. Sie lebte mit ihrer Schwägerin (Adele Meyer (* 06.11.1885)) und ihrer Tochter aus der ersten Ehe (Ellen Zanders (* 25.10.1934)) im Haus Adenauerplatz 13. Nelly wurde am 27.10.1941 von Düsseldorf aus in das Ghetto Łódź deportiert, am 07.05.1942 ging es weiter nach Chelmno, wo sie am 08.05.1942 ermordet wurde. |
| Adenauerplatz 13 ·                         | 12. Nov. 2011  | Hier wohnte Ellen Zanders Jg. 1934 Deportiert 1941 Lodz Ermordet 28.2.1942                                                                                                |      | Ellen Ella Elka Zanders wurde am 25.10.1934 als Tochter von Alfred Zanders (*14.10.1887, †11.10.1937) und Nelly Hirsch, geb. Rosewitz, verwitwete Zanders (*15.05.1905) in Mönchengladbach geboren. Sie lebte mit ihrer Mutter (Nelly Hirsch (*15.05.1905)) und deren Schwägerin (Adele Meyer (*06.11.1885)) im Haus Adenauerplatz 13. Ellen wurde am 27.10.1941 von Düsseldorf aus in das Ghetto Łódź deportiert, am 06.05.1942 ging es weiter nach Chelmno, wo sie ermordet wurde. |
| Albertusstraße 54 ·                        | 13. Nov. 2007  | Hier wohnte Regina Rebekka Bamberger Geb. Levy Jg. 1877 Deportiert 1942 Theresienstadt Izbica Ermordet                                                                    |      | Regina Rebekka Levy wurde am 11.01.1877 als Tochter von Carl Salomon Levy und Lisette (Elisabeth) Levy, geb. Zanders in Breyell geboren. Sie hatte einen Bruder: Abraham Levy (*25.10.1871), Regina wurde am 25.07.1942 über Düsseldorf ins Ghetto Theresienstadt verbracht, nach Izbica deportiert und dort ermordet (strittig: Diese Quelle gibt Theresienstadt als Todesort an). |
| Albertusstraße 54 ·                        | 13. Nov. 2007  | Hier wohnte Siegfried Bamberger Jg. 1884 Deportiert 1942 Izbica Ermordet                                                                                                  |      | Siegfried Bamberger wurde am 07.06.1884 als Sohn von Leopold Bamberger und Jutta Bamberger, geb. Jacob in Neidenstein geboren, als Beruf wird Hilfsarbeiter angegeben. Er heiratete Rebekka (genannt „Regina“) Levy (*11.01.1877). Nach dem November-Pogrom 1938 wurde Siegfried in das Polizeigefängnis Krefeld eingeliefert. Trotz der Eingabe seiner Ehefrau vom 12.11.1938 – Auswanderung nach Nordamerika – wurde Siegfried am 16.11.1938 ins KZ Dachau verbracht, wo er bis zum 01.12.1938 verblieb. Am 21.04.1942 wurde Siegfried über Düsseldorf in das Ghetto Izbica deportiert, wo er verschollen ist. |
| Albertusstraße 54 ·                        | 13. Nov. 2007  | Hier wohnte Sally Rose Jg. 1911 Deportiert 1941 Ermordet in Auschwitz |      | Sally Rose wurde am 11.03.1911 als Sohn des Ehepaares Hermann Rose (* 1874) und Caroline Rose, geb. Gottschalk (*31.03.1877) in Mönchengladbach geboren, er hatte eine Schwester: Helene. Sally wurde am 01.03.1943 ab Berlin nach Auschwitz deportiert, wo er ermordet wurde. |
| Albertusstraße 54 ·                        | 13. Nov. 2007  | Hier wohnte Caroline Rose Geb. Gottschalk Jg. 1877 Deportiert 1942 Izbica Ermordet                                                                                        |      | Caroline Gottschalk wurde am 31.03.1877 Tochter von Lewy Gottschalk (1844–1930) und Helena Gottschalk, geb. Wolff (1844–1930) in Glesch geboren. Sie heiratete Hermann Rose (1874–1933), aus der Ehe gingen zwei Kinder hervor: Sally (*11.03.1911) und Helene – genannt „Leni“ – (am 31.01.1939 in die Niederlande emigriert, nach der deutschen Besetzung geriet sie in die Fänge der Gestapo, 1945 für tot erklärt). Caroline wurde am 21.04.1942 über Düsseldorf ins Ghetto Izbica deportiert und 1942 für tot erklärt. |
| Albertusstraße 54 ·                        | 13. Nov. 2007  | Hier wohnte Amalie Tykoschinski Jg. 1888 Deportiert 1942 Izbica Ermordet                                                                                                  |      | Amalie Kahn wurde am 11.04.1888 in Brotdorf geboren. Sie heiratete Harry Tykoschinski (*17.04.1927), aus der Ehe ging eine Tochter (Anneliese (*26.02.1924)) hervor. Am 21.04.1942 wurde die gesamte Familie ab Düsseldorf ins Ghetto Izbica deportiert wo sich ihre Spur verliert. |
| Albertusstraße 54 ·                        | 13. Nov. 2007  | Hier wohnte Harry Tykoschinski Jg. 1927 Deportiert 1942 Izbica Ermordet                                                                                                   |      | Harry Tykoschinski wurde am 17.04.1927 in Mönchengladbach geboren. Er heiratete Amalie Tykoschinski, geb. Kahn (*11.04.1888), aus der Ehe ging eine Tochter (Anneliese (*26.02.1924)) hervor. Am 21.04.1942 wurde die gesamte Familie ab Düsseldorf ins Ghetto Izbica deportiert wo sich ihre Spur verliert. |
| Albertusstraße 54 ·                        | 13. Nov. 2007  | Hier wohnte Anneliese Tykoschinski Jg. 1924 Deportiert 1942 Izbica Ermordet                                                                                               |      | Anneliese Tykoschinski wurde am 26.02.1924 als Tochter Harry Tykoschinski (*17.04.1927) und Amalie Tykoschinski, geb. Kahn (*11.04.1888) von in Mönchengladbach geboren. Am 21.04.1942 wurde die gesamte Familie ab Düsseldorf ins Ghetto Izbica deportiert, wo sich ihre Spur verliert. |
| Alter Markt 21 ·                           | 18. Dez. 2008  | Hier wohnte Karl Heinz Moerders Jg. 1936 Eingewiesen 1943 ’Heilanstalt’ Tworki Ermordet 1943 in ’Heilanstalt’ Kulparkow                                                   |      | Karl Heinz Moerders wurde am 25.07.1936 als Sohn des Ehepaares Wilhelm Moerders und Maria Moerders, geb. Schnödewind in Mönchengladbach geboren. Er wuchs wegen seiner Behinderung nicht bei seinen Eltern, sondern zunächst in der Heil- und Pflegeanstalt Vinzenzhaus in Oberhausen auf. Am 18.03.1942 wurde er von dort das Josefshaus in Hardt verlegt. Da das Josefshaus (angeblich) überbelegt war, wurden ab September 1942 auf behördliche Anordnung insgesamt 310 Patienten in fünf verschiedene Einrichtungen verlegt. Karl Heinz wurde am 17.05.1943 nach Tworki verbracht und am 18.08.1943 in die Landesanstalt für Geisteskranke Kulparkow bei Lemberg verlegt. Dort verliert sich seine Spur. |
| Am Kämpchen 1 ·                            | 4. Sep. 2009   | Hier wohnte Theo Hespers Jg. 1903 Im Widerstand Flucht 1933 Holland Verhaftet 1942 In Antwerpen Hingerichtet 1943 in Berlin-Plötzensee                                    |      | Theodor Franz Maria Hespers wurde am 12.12.1903 als zweites von sechs Kindern des Ehepaars Franz und Berta Hespers in Mönchengladbach geboren. Am 3. Mai 1930 heiratete er Katharina (Käthe) Kelz, ein Jahr später wurde der Sohn Dietrich-Franz (Dieter) geboren. Politisch war er der christlich-sozialen Jugend zuzuordnen, in den Jahren 1931–1933 war er aber auch in der Roten Gewerkschaftsorganisation aktiv. Er arbeitete eng mit der KPD zusammen, war aber nie Mitglied der Partei, am 05.03.1933 trat er als Kandidat der Einheitsliste der Arbeiter und Bauern bei der Reichstagswahl an. Da ihm – als Gegner der Nationalsozialisten – die Verhaftung drohte, emigrierte die Familie im April 1933 in die Niederlande, wo er seine politische Arbeit weiterführte. Auf Druck des deutschen Auswärtigen Amtes musste die Familie ihren Wohnort im Grenzgebiet zur deutschen Grenze verlassen und nach Helmond in Nordbrabant umsiedeln; seine Schriften wurden über Kuriere weiter verbreitet. 1938 gründete er mit Hans Ebeling ein Hilfskomitee zur Unterstützung von Flüchtlingen aus der Bündischen Jugend. Nach dem Einmarsch der deutschen Truppen floh die Familie nach Antwerpen, wo Theo am 10.02.1942 von der Gestapo verhaftet wurde. Am 22.07.1943 wurde Theo Hespers wegen Hochverrat zum Tode verurteilt, das Urteil am 09.09.1943 in Berlin-Plötzensee vollstreckt.      |
| Antonstraße 18 ·                           | 3. Nov. 2007   | Hier wohnte Max Kirchheimer Jg. 1878 Deportiert 1941 Ermordet 1942 in Riga                                                                                                |      | Max Kirchheimer wurde am 19.04.1878 als Sohn von Aron Kirchheimer (1831–1904) und Henriette Kirchheimer, geb. Bachmann (1845–1926) in Nieheim geboren, als Beruf wird Kaufmann angegeben. Er hatte 14 Geschwister, eine Schwester (Rosa (*19.11.1881)) lebte auch im Haus Antonstraße 18. Nach dem Pogrom von November 1938 wurde Max vom 12.-21.11.1938 im KZ Buchenwald interniert, am 10.12.1941 wurden Max und Rosa ab Düsseldorf in das Ghetto Riga verbracht. Dort wurden sie am 26.03.1942 in der Aktion Dünamünde umgebracht. |
| Antonstraße 18 ·                           | 3. Nov. 2007   | Hier wohnte Rosa Kirchheimer Jg. 1881 Deportiert 1941 Ermordet 1942 in Riga                                                                                               |      | Rosa Kirchheimer wurde am 19.11.1881 als Tochter von Aron Kirchheimer (1831–1904) und Henriette Kirchheimer, geb. Bachmann (1845–1926) in Nieheim geboren. Sie hatte 14 Geschwister, ein Bruder (Max (*19.04.1878)) lebte auch im Haus Antonstraße 18. Am 10.12.1941 wurden Max und Rosa ab Düsseldorf in das Ghetto Riga verbracht. Dort wurden sie am 26.03.1942 in der Aktion Dünamünde umgebracht. |
| Beethovenstraße 6 ·                        | 25. Jan. 2008  | Hier wohnte Salomon Besthoff Jg. 1876 Deportiert 1941 Lodz Ermordet |      | Salomon „Sally“ Besthof(f) wurde am 12.10.1876 in Weinsheim geboren. Um 1930 war er Alleininhaber der Baumwollgroßhandelsfirma Freund & Herzberger (die Tätigkeit musste Ende 1938 eingestellt werden). Er heiratete Alma Beyth (*07.08.1895), beide wurden am 27.10.1941 von Düsseldorf nach Łódź deportiert und dort ermordet. |
| Beethovenstraße 6 ·                        | 25. Jan. 2008  | Hier wohnte Alma Besthoff Geb. Beyth Jg. 1895 Deportiert 1941 Lodz Ermordet                                                                                               |      | Alma Beyth wurde am 07.08.1895 als Tochter des Ehepaares Fritz Beyth (1856–1921) und Minna Beyth, geb. Rothenberg (1863–1928) in Bleicherode geboren. Sie heiratete Salomon Besthoff (*12.10.1876), beide wurden am 27.10.1941 von Düsseldorf nach Łódź deportiert und dort ermordet. |
| Bismarckplatz 1 ·                          | 15. März 2011  | Hier wohnte Robert Kugelmann Jg. 1880 verhaftet November 1938 Gefängnis Spatzenberg deportiert 1941 Lodz ?                                                                |      | Robert Kugelmann wurde am 06.06.1880 als Sohn von Meir und Jeanette Kugelmann in Fritzlar geboren. Von Beruf war er Kaufmann im Webwarengroßhandel bei der Firma Kugelmann & Hilmer. Nach dem Novemberpogrom 1938 wurde er festgenommen und in das Gefängnis Spatzenberg überführt, aus dem er am 23.11.1938 entlassen wurde. Robert Kugelmann wurde am 27.10.1941 ab Düsseldorf mit dem Transport 13 über Łódź nach Chelmno deportiert und dort am 07.05.1942 ermordet. |
| Bismarckstraße 78 ·                        | 18. Dez. 2008  | Hier wohnte Josef Winter Jg. 1886 Deportiert 1941 Ermordet in Łodz |      | Josef Winter wurde am 03.08.1886 als Sohn des Ehepaares Hermann Winter (* 1858, †Opfer der Shoah im Juli 1942 in Theresienstadt) und Johanna Winter, geb. Levi (1852–1919) in Glehn geboren; als Beruf wird Kaufmann angegeben. Er heiratete Adele Herz (*17.12.1885), die Ehe blieb kinderlos. Josef und Adele wurden am 27.10.1941 ab Düsseldorf mit dem Transport 13 ins Ghetto Łódź deportiert. Todesdatum und -ort sind strittig: Diese Quelle gibt Łódź als Todesort (ohne Datum) an, diese Quelle weist eine weitere Deportation am 07.05.1942 nach Chelmno nach, als Todestag wird hier der 08.05.1942 angegeben. |
| Bismarckstraße 78 ·                        | 18. Dez. 2008  | Hier wohnte Adele Winter Geb. Herz Jg. 1885 Deportiert 1941 Ermordet in Łodz                                                                                              |      | Adele Herz wurde am 17.12.1885 als Tochter des Ehepaares Levy Herz und Rosalie Herz, geb. Rubens in Gelsenkirchen geboren. Sie heiratete Josef Winter (*03.08.1886), die Ehe blieb kinderlos. Josef und Adele wurden am 27.10.1941 ab Düsseldorf mit dem Transport 13 ins Ghetto Łódź deportiert. Todesdatum und -ort sind strittig: Diese Quelle gibt Łódź als Todesort (ohne Datum) an, diese Quelle weist eine weitere Deportation am 07.05.1942 nach Chelmno nach, als Todestag wird hier der 08.05.1942 angegeben. |
| Bismarckstraße 78 ·                        | 18. Dez. 2008  | Hier wohnte Hugo Herzberger Jg. 1877 Deportiert 1941 Łodz Ermordet 23.8.1942                                                                                              |      | Hugo Herzberger wurde am 29.06.1877 als Sohn des Ehepaares Salomon Herzberger und Caroline Herzberger, geb. Cohnen in Kleve geboren. Ein Bruder von Hugo – Leon (*31.12.1875) – lebte auch in Mönchengladbach. Hugo heiratete Flora Sichel (*14.05.1899 in Büdingen, Überlebende der Shoah, † 1963 in den USA), aus der Ehe gingen zwei Kinder hervor: Lore (*23.05.1923, Überlebende der Shoah) und Werner (*01.03.1925). Hugo wurde nach dem Novemberpogrom am 10.11.1938 im Gefängnis Spatzenberg in Schutzhaft genommen und zu einem nicht bekannten Zeitpunkt wieder entlassen. Am 27.10.1941 wurde die gesamte Familie Herzberger über Düsseldorf ins Ghetto Łódź deportiert, wo Hugo am 23.08.1942 verstarb. |
| Bismarckstraße 78 ·                        | 18. Dez. 2008  | Hier wohnte Werner Herzberger Jg. 1925 Deportiert 1941 Łodz Ermordet in Auschwitz                                                                                         |      | Werner Bernhard Herzberger wurde am 01.03.1925 als Sohn des Ehepaares Hugo Herzberger (*29.06.1877) und Flora Herzberger, geb. Sichel (*14.05.1899) in Mönchengladbach geboren. Er hatte eine Schwester: Lore (*23.05.1923). Am 27.10.1941 wurde die gesamte Familie Herzberger über Düsseldorf ins Ghetto Łódź deportiert, wo es am 18.08.1944 für Werner nach Auschwitz weiterging. Er wurde noch am gleichen Tag ermordet. |
| Bismarckstraße 78 ·                        | 18. Dez. 2008  | Hier wohnte Ida Zuckermann Geb. Kohlmann Jg. 1883 Deportiert 1941 Ermordet in Łodz                                                                                        |      | Ida Werner (strittig: Diese Quelle nennt „Kohlmann“ als Geburtsnamen) wurde am 15.12.1883 als Tochter des Ehepaares Sigmund Kohlmann (1856–1912) und Sabine Kohlmann, geb. Hirsch (1863–1928) in Bingen geboren. Sie war mit Paul Zuckermann († 1934) verheiratet, aus der Ehe gingen drei Kinder hervor, bekannt sind: Hannelore (* 1921, im August 1939 nach England verzogen) und Theo (*01.12.1914). Ida und Theo wurden am 27.10.1942 über Düsseldorf ins Ghetto Łódź deportiert, wo beide ermordet wurden (strittig: U.a. diese Quelle weist eine weitere Deportation am 07.05.1942 nach Chelmno aus, als dortiges Todesdatum wird der 08.05.1942 ausgewiesen). |
| Bismarckstraße 78 ·                        | 18. Dez. 2008  | Hier wohnte Theo Zuckermann Jg. 1914 Deportiert 1941 Ermordet in Łodz |      | Theodor „Theo“ Zuckermann wurde am 01.12.1914 als Sohn des Ehepaares Paul Zuckermann († 1934) und Ida Zuckermann, geb. Werner (*15.12.1883) in Odenkirchen geboren, er hatte zwei Geschwister, eine Schwester ist bekannt (Hannelore (* 1921)). Ida und Theo wurden am 27.10.1942 über Düsseldorf ins Ghetto Łódź deportiert, wo beide ermordet wurden (strittig: U.a. diese Quelle weist eine weitere Deportation am 07.05.1942 ohne Ortsangabe aus, als Todesdatum wird der 28.12.1942 ausgewiesen, der dort angegebene Todesort ist das Zwangsarbeiterlager in Posen). |
| Blücherstraße 12 ·                         | 25. März 2011  | Hier wohnte Julius Hermanns Jg. 1891 verhaftet 1938 Dachau Flucht 1939 Kuba Einreise verweigert Deportiert 1942 Ermordet 1942 in Auschwitz                                |      | Julius Hermanns wurde am 06.03.1891 als Sohn des Ehepaares Michel Hermanns (1858–1932) und Rosalie Hermanns, geb. Davids (1865–1939) in Neersen geboren. Mit seinem Bruder Siegfried (1898–1937) gründete er im Jahr 1927 die Manufakturwarenhandlung Gebr. Hermanns. Er heiratete Margarete (Grete) Goldbaum (*26.03.1899), aus der Ehe ging ein Kind hervor (Hilde (*28.08.1923, † 1944 in Stutthof)) und hatte eine jüngere Schwester: Sofia (17.04.1896). Vom 24.09.1938-04.10.1938 war in „Schutzhaft“ in Dachau, die Familie beschloss darauf, nach Kuba auszuwandern. Aus Geldmangel konnte nur Julius am 13.05.1939 das Schiff nach Havanna zu besteigen, am 27.05.1939 wurde ihm aber die Einreise verweigert. Die MS St. Louis war deshalb gezwungen, nach Europa zurückzukehren, die Familie traf sich in Frankreich. Nach einer Internierung als feindlicher Ausländer wurde er von den Franzosen in St. Cyprien interniert. Über mehrere andere Internierungslager gelangte er schließlich am 11.08.1942 nach Drancy, am 14.08.1942 wurde er nach Auschwitz deportiert, wo er ermordet wurde. |
| Blücherstraße 12 ·                         | 25. März 2011  | Hier wohnte Sofia Hermanns Jg. 1896 Deportiert 1941 Riga ? |      | Sofia Hermanns wurde am 17.04.1896 als Tochter des Ehepaares Michel Hermanns (1858–1932) und Rosalie Hermanns, geb. Davids (1865–1939) in Neersen geboren. Sie war unverheiratet, hatte einen Bruder (Julius (* 06.03.1891)). Am 11.12.1941 wurde sie – zusammen mit ihrer Schwägerin Margarete (* 26.03.1899) und deren Tochter Hilde (* 28.08.1923, † 1944 in Stutthof) in das Ghetto Riga deportiert, ihr Todestag ist nicht bekannt. |
| Blücherstraße 12 ·                         | 25. März 2011  | Hier wohnte Margarete Hermanns Geb. Goldbaum Jg. 1899 Deportiert 1941 Riga tot 17.1.1945 Stutthof                                                                         |      | Margarete Goldbaum wurde am 26.03.1899 als Tochter des Ehepaares Meier Goldbaum und Paulina Goldbaum, geb. Vogelsang in Gelsenkirchen geboren, als Beruf wurde Schneiderin angegeben. Sie heiratete Julius Hermanns (*06.03.1891), aus der Ehe ging ein Kind hervor (Hilde (*28.08.1923, † 1944 in Stutthof)). Margarete sowie ihre Tochter Hilde und die Schwägerin Sofia (17.04.1896) wurden am 11.12.1941 in das Ghetto Riga deportiert. Mutter und Tochter überführte man am 01.10.1944 nach Stutthof, wo Margarete Hermanns am 17.01.1945 ermordet wurde. |
| Blumenberger Straße 60 ·                   | 25. Jan. 2008  | Hier wohnte Harry Spangenthal Jg. 1891 verhaftet 1938 KZ Dachau Deportiert 1942 Ermordet in Riga                                                                          |      | Harry Spangenthal wurde am 10.02.1891 als Sohn des Ehepaares Ruben (Rudolf) Spangenthal (1858–1930) und Röschen (Rosa) Spangenthal, geb. Spangenthal (1863–1929) in Spangenberg geboren, er hatte vier Geschwister. Nach dem Pogrom 1938 wurde er verhaftet und in das Gefängnis Spatzenberg verbracht. Vom 17.11.1938 bis zum 17.01.1939 war er im KZ Dachau inhaftiert (Gefangenennummer 29540), am 11.12.1941 ging es über Düsseldorf ins Ghetto Riga, wo er umkam. |
| Eickener Straße 41 ·                       | 14. Dez. 2023  | Hier wohnte Friederike Wallach Jg. 1883 deportiert 1941 Lodz/Litzmannstadt 1942 Chelmno/Kulmhof ermordet 8.5.1942                                                         |      | Friederike Wallach wurde am 23. März 1883 in Mönchengladbach geboren. Ihre Eltern waren der Zigarrenmacher Hermann Wallach und dessen Ehefrau Johanna Wallach geb. Steinhardt. Friederike Wallach blieb ledig; sie wohnte an verschiedenen Adressen in ihrer Geburtsstadt und war seit dem 29. August 1919 im Haus an der Eickener Straße 41 gemeldet. Im Jahr 1939 trug sie dazu bei, ihrem Cousin Max Mayer und dessen Familie Ausreisevisa für eine Flucht nach Argentinien zu verschaffen. Anfang 1940 musste Friederike Wallach ihre Wohnung verlassen und wurde am 27. Oktober 1941 mit einem Sammeltransport in das Ghetto Litzmannstadt deportiert. Am 8. Mai 1942 wurde Friederike Wallach im Vernichtungslager Kulmhof ermordet. |
| Eickener Straße 50 ·                       | 13. Nov. 2007  | Hier wohnte Albert Liffmann Jg. 1880 Flucht 1936 Holland Interniert Westerbork Deportiert tot 1943 in Sobibor                                                             |      | Albert Liffmann wurde am 27.01.1880 als Sohn von Leopold Liffmann (1847–1904) und seiner Ehefrau Luise Liffmann, geb. Voß (1844–1885) in Odenkirchen geboren. Albert heiratete 1906 Emma Hein (1878–1931), aus der Ehe gingen vier Kinder hervor. Im März 1931 emigrierte Albert in die Niederlande, wo er – nach dem Einmarsch der Nazis – am 20.06.1943 in Westerbork interniert wurde. Hier vermählte er sich am 19.07.1943 mit Else Schottländer (* 1891). Am 20.07.1943 wurden Albert und Else in das Vernichtungslager Sobibor deportiert, wo sie am 23.07.1943 ermordet wurden. |
| Gasthausstraße 8 ·                         | 18. Dez. 2008  | Hier wohnte Gertrude Leven Geb. Alexander Jg. 1907 Deportiert 1941 Ermordet in Riga                                                                                       |      | Gertrude Alexander wurde am 20.05.1907 als Tochter von Isidor Alexander und Karoline Alexander, geb. Levy in Sankt Wendel geboren. Sie heiratete Otto Leven (* 1904), ein Sohn – Manfred (1930–2000) – wurde geboren. Nach der Trennung von ihrem Ehemann zog Gertrude mit ihrem Sohn in die Nachbarschaft ihres Bruders Alfred Alexander (*12.09.1905). Gertrude wurde am 11.12.1941 über Düsseldorf in das Ghetto Riga deportiert und später für tot erklärt. |
| Gasthausstraße 8 ·                         | 18. Dez. 2008  | Hier wohnte Simon Bacharach Jg. 1872 Deportiert 1942 Theresienstadt Ermordet 1942 in Treblinka                                                                            |      | Simon Bacharach wurde am 28.08.1872 als Sohn von Abraham Bacharach und Hannchen Bacharach, geb. Appel in Mansbach geboren. Er heiratete Lina Bacharach, geb. Winter (*01.02.1879), als Beruf wird Kaufmann angegeben. Aus der Ehe gingen zwei Söhne hervor: Albert (*30.09.1906) und Walther (05.01.1909). Am 25.07.1942 wurden Simon und Lina mit dem Transport VII/2, Zug Da 71 von Aachen ins Ghetto Theresienstadt verbracht, Simon wurde am 26.09.1942 mit dem Transport Br nach Treblinka deportiert, wo er am gleichen Tag ermordet wurde. |
| Gasthausstraße 8 ·                         | 18. Dez. 2008  | Hier wohnte Lina Bacharach Geb. Spier Jg. 1879 Deportiert 1942 tot in Theresienstadt                                                                                      |      | Lina Spier wurde am 01.02.1879 in Mansbach geboren. Sie heiratete Simon Bacharach (*28.08.1872), aus der Ehe gingen zwei Söhne hervor: Albert (*30.09.1906) und Walther (05.01.1909). Am 25.07.1942 wurden Simon und Lina mit dem Transport VII/2, Zug Da 71 von Aachen ins Ghetto Theresienstadt verbracht, Lina wurde am 26.09.1942 mit dem Transport Br nach Treblinka deportiert, wo sie am gleichen Tag noch ermordet wurde (strittig: Diese Quelle spricht von Theresienstadt als Todesort, ein Datum wird dort nicht angegeben). |
| Gasthausstraße 8 ·                         | 18. Dez. 2008  | Hier wohnte Albert Bacharach Jg. 1906 Deportiert Izbica Ermordet 1942 |      | Albert Bacharach wurde am 30.09.1906 als Sohn des Ehepaares Simon Bacharach (*28.08.1872) und Lina Bacharach, geb. Winter (*01.02.1879) in Mansbach geboren. Als Beruf wird kaufmännischer Angestellter angegeben, Albert wurde am 22.04.1942 über Düsseldorf ins Ghetto Izbica deportiert und dort ermordet. |
| Gasthausstraße 8 ·                         | 18. Dez. 2008  | Hier wohnte Walther Bacharach Jg. 1909 Deportiert 1941 Riga Ermordet im KZ Stutthof                                                                                       |      | Walther Bacharach wurde am 05.01.1909 als Sohn des Ehepaares Simon Bacharach (*28.08.1872) und Lina Bacharach, geb. Winter (*01.02.1879) in Mansbach geboren. Als Beruf wird Hausierer angegeben, Walther wurde am 10.12.1941 ins Ghetto Riga verbracht und weiter nach Stutthof deportiert und dort ermordet. |
| Gasthausstraße 8 ·                         | 18. Dez. 2008  | Hier wohnte Sibille Winter Geb. Menken Jg. 1864 Deportiert 1942 tot in Theresienstadt                                                                                     |      | Sibille Menken wurde am 03.05.1864 als Tochter von Moses Menken (1823–1888) und Täubchen (Jula) Menken, geb. Marx (* 1826) in Bardenberg geboren, sie heiratete Josef Winter (1862–1942 – ein Bruder von Albert Winter (1864–1941)). Sibille wurde am 25.07.1942 ab Düsseldorf mit dem Transport VII/2, nr. 962 nach Theresienstadt verbracht, am 26.09.1942 mit dem Transport Br, nr. 700 nach Treblinka deportiert, wo sie ermordet wurde (strittig: Diese Quelle gibt Theresienstadt als Todesort an, ein Datum wird in der Quelle nicht genannt). |
| Gasthausstraße 8 ·                         | 18. Dez. 2008  | Hier wohnte Bertha Winter Geb. Fauerbach Jg. 1870 Deportiert 1942 tot in Theresienstadt                                                                                   |      | Bertha Fauerbach wurde am 06.08.1870 als Tochter von Isaak Emanuel Fauerbach und Emilie Fauerbach, geb. Wertheim in Kerpen geboren, sie heiratete Albert Winter(1864–1941 – ein Bruder von Josef Winter (1862–1942)). Bertha wurde am 25.07.1942 über Düsseldorf ins Ghetto Theresienstadt verbracht, am 26.09.1942 weiter nach Treblinka deportiert, wo sie für tot erklärt wird (strittig: Diese Quelle nennt das Ghetto Minsk als Todesort, ein Datum wird in der Quelle nicht genannt). |
| Gasthausstraße 8 ·                         | 14. Dez. 2023  | Hier wohnte Julius Sieger Jg. 1869 deportiert 1942 Theresienstadt 1942 Tréblinka ermordet                                                                                 |      | Julius Sieger wurde am 25. Juni 1863 in Dortmund geboren. Er führte dort zusammen mit seiner Frau Gerta geb. Winter ein Spezialhaus für Damenbekleidung. Im September 1939 zog das Paar nach Mönchengladbach in das Haus an der Gasthausstraße 8, in dem bereits mehrere Angehörige der Familie Winter wohnten. Im März 1941 starb Gerta Sieger eines natürlichen Todes. Julius Sieger wurde am 25. Juli 1942 zusammen mit Sibille und Bertha Winter in das Ghetto Theresienstadt deportiert und kurz darauf nach Treblinka verlegt. Im Jahr 1945 wurde er für tot erklärt. |
| Gasthausstraße 12 ·                        | 13. Nov. 2007  | Hier wohnte Henriette Alexander Geb. Leven Jg. 1902 Deportiert 1941 Riga Ermordet                                                                                         |      | Henriette Leven wurde am 12.12.1902 als Tochter von Max Leven (1875–1932) und Adele Leven, geb. Heumann (1869–1952) in Odenkirchen geboren, als Beruf wird Schneiderin angegeben. Am 05.09.1931 heiratete sie Alfred Alexander (*12.09.1905, am 25.07.1939 nach England emigriert, seine Schwester Gertrude (*20.05.1907) lebte auf der Gasthausstraße 8), das Ehepaar hatte zwei Kinder: Gert (*23.10.1932) und Ingeborg (*25.02.1936 – überlebt). Am 11.12.1941 wurden Henriette und Gert über Düsseldorf ins Ghetto Riga verbracht, am 02.11.1943 nach Auschwitz deportiert, wo beide am 05.11.1943 ermordet wurden. |
| Gasthausstraße 12 ·                        | 13. Nov. 2007  | Hier wohnte Gert Alexander Jg. 1932 Deportiert 1941 Riga Ermordet |      | Gert Alexander wurde am 23.10.1932 als Sohn des Ehepaares Alfred Alexander (*12.09.1905) und Henriette Alexander, geb. Leven (*12.12.1902) in Mönchengladbach geboren. Am 11.12.1941 wurden Gert und seine Mutter über Düsseldorf ins Ghetto Riga verbracht, am 02.11.1943 nach Auschwitz deportiert, wo beide am 05.11.1943 ermordet wurden. |
| Gasthausstraße 18 ·                        | 18. Dez. 2008  | Hier wohnte Paul Becker Jg. 1887 verhaftet 1940 1941 Dachau Eingewiesen 1942 ’HEILANSTALT’ Hartheim/Linz Ermordet 23.6.1942                                               |      | Paul Becker wurde am 13.03.1887 in Braunschweig geboren. Als Beruf wird – bis zu seiner Invalidität – Hilfsarbeiter angegeben, er war Mitglied der KPD. Am 05.04.1940 erging eine Anzeige wegen regimefeindlicher Äußerungen in der Gaststätte Schäfer in Mönchengladbach, worauf er am 20.04.1940 verhaftet wurde. Am 02.09.1940 wurde er vom Sondergericht Düsseldorf wegen Heimtücke zu einer Gefängnisstrafe von einem Jahr und sechs Monaten verurteilt. Nach seiner Entlassung am 13.09.1941 wurde gegen ihn am 08.12.1941 ein Schutzhaftbefehl erlassen, am 23.01.1942 wurde er in das KZ Dachau (Häftlingsnummer 29092) verbracht. Im Rahmen der Aktion 14f13 wurde er von Dachau nach Schloss Hartheim bei Linz an der Donau überführt und am 23.06.1942 vergast. |
| Gasthausstraße 49 ·                        | 16. Sep. 2013  | Hier wohnte Josef Rolef Jg. 1887 Deportiert 1941 Ermordet in Riga |      | Josef Rolef wurde am 26.03.1887 als Sohn von Abraham Rolef (1855–1933) und Jeanetta (Johannette) Rolef, geb. Josephs (1848–1940) in Hochneukirch geboren, als Beruf wird Fabrikarbeiter angegeben. Am 25.07.1920 heiratete er Regina Loeser (*11.03.1885), aus der Ehe gingen zwei Kinder hervor: Meta (*28.07.1921) und Ludwig (*20.07.1924). Am 11.12.1941 wurde die gesamte Familie über Düsseldorf ins Ghetto Riga deportiert, wo alle ermordet wurden. |
| Gasthausstraße 49 ·                        | 16. Sep. 2013  | Hier wohnte Regina Rolef Geb. Loeser Jg. 1885 Deportiert 1941 Ermordet in Riga                                                                                            |      | Regina Loeser wurde am 11.03.1885 als Tochter von Lazarus Loeser und Ella (Elise) Loeser, geb. Lehmann (1853–1936) in Süchteln geboren, als Beruf wird Hausfrau angegeben. Sie heiratete am 25.07.1920 Josef Rolef (* 26.03.1887), aus der Ehe gingen zwei Kinder hervor: Meta (* 28.07.1921) und Ludwig (* 20.07.1924). Am 11.12.1941 wurde die gesamte Familie über Düsseldorf ins Ghetto Riga deportiert, wo alle ermordet wurden. |
| Gasthausstraße 49 ·                        | 16. Sep. 2013  | Hier wohnte Meta Rolef Jg. 1921 Deportiert 1941 Ermordet in Riga |      | Meta Rolef wurde am 28.07.1921 als Tochter von Josef Rolef (*26.03.1887) und Regina Rolef, geb. Loeser (*11.03.1885) in Mönchengladbach geboren, als Beruf wird Schneiderin angegeben. Am 11.12.1941 wurde die gesamte Familie über Düsseldorf ins Ghetto Riga deportiert, wo alle ermordet wurden. |
| Gasthausstraße 49 ·                        | 16. Sep. 2013  | Hier wohnte Ludwig Rolef Jg. 1924 Deportiert 1941 Ermordet in Riga |      | Ludwig Rolef wurde am 20.07.1924 als Sohn von Josef Rolef (*26.03.1887) und Regina Rolef, geb. Loeser (*11.03.1885) in Mönchengladbach geboren, als Beruf wird Arbeiter genannt. Am 11.12.1941 wurde die gesamte Familie über Düsseldorf ins Ghetto Riga deportiert, wo alle ermordet wurden. |
| Goethestraße 3 ·                           | 14. Dez. 2023  | Hier wohnte Amalie Jung Jg. 1896 deportiert 1941 Lodz/Litzmannstadt ermordet 22.8.1942                                                                                    |      | Amalie Jung wurde am 17. Juli 1896 in Mönchengladbach geboren. Ihre Eltern waren der Delikatessenhändler Wilhelm Jung und dessen Ehefrau Rose Jung geb. Hirsch. Amalie hatte einen älteren Bruder und eine jüngere Schwester. Sie lebte ab 1935 in dem Haus an der Goethestraße 3 und arbeitete als Schneiderin oder Näherin. Im Januar 1941 musste sie ihre Wohnung verlassen und wurde am 27. Oktober 1941 über Düsseldorf in das Ghetto Litzmannstadt deportiert, wo sie am 22. August 1942 ermordet wurde. |
| Hagelkreuzstraße 3a ·                      | 22. Dez. 2016  | Hier wohnte Julie Ullmann Geb. Meier Jg. 1888 Deportiert 1941 Łodz Ermordet 31.12.1942 Majdanek                                                                           |      | Julie Meier wurde am 13.02.1888 als Tochter von Salomon Meier (1849–1924) und Sabina Meier, geb. Spier (1859–1931) in Mönchengladbach geboren, sie war verwitwet, ein Bruder (Hugo) ist bekannt. Julie wurde am 27.10.1941 über Düsseldorf in das Ghetto Łódź verbracht, am 06.05.1942 ins Vernichtungslager Chelmno deportiert, wo sie am 07.05.1942 ermordet wurde (strittig: Diese Quelle nennt Łódź als Todesort, als Todesdatum wird der 31.12.1942 genannt). |
| Hagelkreuzstraße 3a ·                      | 22. Dez. 2016  | Hier wohnte Berta Wolff Geb. Isaak Jg. 1893 Deportiert 1942 Izbica tot |      | Berta Isaak wurde am 30.05.1893 als Tochter von Isaak Isaak und Henriette Isaak, geb. Rosen in Mönchengladbach geboren, als Beruf wird Hausfrau angegeben. Sie war mit Julius Wolff (*06.12.1882) verheiratet, aus der Ehe ging eine Tochter hervor: Henriette (*01.04.1921). Am 22.04.1942 wurde die gesamte Familie Wolff über Düsseldorf ins Ghetto Izbica deportiert, wo alle umkamen. |
| Hagelkreuzstraße 3a ·                      | 22. Dez. 2016  | Hier wohnte Denny Wolff Jg. 1939 Deportiert 1942 Izbica tot |      | Denny Wolff wurde am 05.10.1939 als unehelicher Sohn von Werner Rongen und Henriette Wolff (*01.04.1921)in Mönchengladbach geboren. Am 22.04.1942 wurde die gesamte Familie Wolff über Düsseldorf ins Ghetto Izbica deportiert, wo alle umkamen. |
| Hagelkreuzstraße 3a ·                      | 22. Dez. 2016  | Hier wohnte Henriette Wolff Jg. 1921 Deportiert 1942 Izbica tot |      | Henriette Wolff wurde am 01.04.1921 als Tochter von Julius Wolff (*06.12.1882) und Berta Wolff, geb. Isaak (*30.05.1893) in Mönchengladbach geboren, als Beruf wird Näherin angegeben. Am 22.04.1942 wurde die gesamte Familie Wolff über Düsseldorf ins Ghetto Izbica deportiert, wo alle umkamen. |
| Hagelkreuzstraße 3a ·                      | 22. Dez. 2016  | Hier wohnte Julius Wolff Jg. 1892 Deportiert 1942 Izbica tot |      | Julius Wolff wurde am 06.12.1892 in Schwanenberg geboren, als Beruf wird Schneider angegeben. Er heiratete Berta Isaak (*30.05.1893), aus der Ehe ging eine Tochter hervor: Henriette (*01.04.1921). Am 22.04.1942 wurde die gesamte Familie Wolff über Düsseldorf ins Ghetto Izbica deportiert, wo alle umkamen. |
| Hermannstraße 3 ·                          | 10. März 2016  | Hier wohnte Paula Vollmer Geb. Marxsohn Jg. 1880 Flucht 1938 USA |      | Paula Marxsohn wurde am 13.07.1889 in Griesheim geboren; sie heiratete dort am 02.10.1910 den Reisenden Richard Vollmer (* 16.10.1873). Aus der Ehe gingen zwei Söhne hervor: Friedrich Siegfried (* 27.05.1913) und Georg (* 26.02.1921). Nach dem Tod von Richard verkaufte sie am 02.08.1938 das Haus und Inventar und wanderte mit Georg am 08.10.1938 in die USA aus. |
| Hermannstraße 3 ·                          | 10. März 2016  | Hier wohnte Georg Vollmer Jg. 1921 Flucht 1938 USA |      | Georg Vollmer wurde am 26.02.1921 in Mönchengladbach als Sohn des Ehepaares Richard Vollmer (* 16.10.1873) und Paula Vollmer, geb. Marxsohn (* 13.07.1889) geboren. Nach dem Tod des Vaters wanderte Georg mit seiner Mutter am 08.10.1938 in die USA aus. |
| Hermannstraße 3 ·                          | 10. März 2016  | Hier wohnte Richard Vollmer Jg. 1873 gedemütigt/entrechtet tot 12.08.1937                                                                                                 |      | Richard Vollmer wurde am 16.10.1873 in Germersheim geboren. Er heiratete am 02.10.1910 in Griesheim Paula Marxsohn (*13.07.1889), aus der Ehe gingen zwei Söhne hervor: Friedrich Siegfried (*27.05.1913, 1933 nach England verzogen, 1934 in die USA ausgewandert) und Georg (*26.02.1921). Gemeinsam mit Leon Herzberger gründete er die Firma Vollmer & Herzberger (ein Webwarengroßhandel). Am 01.06.1933 musste Richard – verfolgungsbedingt – aus der Firma ausscheiden, er starb gedemütigt und entrechtet am 12.08.1937. |
| Hindenburgstraße 24 ·                      | 7. Nov. 2024   | Hier wohnte Hanny Thon Jg. 1922 Flucht 1938 USA |      | Hanny Thon wurde am 12.06.1922 als Tochter von Josef Thon und seiner Ehefrau Lola Thon, geb. Michalowitz in Mönchengladbach geboren, ein Bruder (Heinz) ist bekannt. Im Juli 1938 emigrierte die Familie über Rotterdam nach New York. |
| Hindenburgstraße 24 ·                      | 7. Nov. 2024   | Hier wohnte Josef Thon Jg. 1898 Flucht 1938 USA |      | Josef Thon wurde am 12.11.1898 in Lodz geboren, er betrieb seit 1920 ein Pelzgeschäft und eine Kürschnerwerkstatt in Mönchengladbach. Er heiratete Lola Michalowitz, zwei Kinder sind bekannt: Heinz und Hanny. Im Juli 1938 emigrierte die Familie über Rotterdam nach New York. Josef verstarb 1967 im Exil. |
| Hindenburgstraße 24 ·                      | 7. Nov. 2024   | Hier wohnte Lola Thon Geb. Michalowitz Jg. 1890 Flucht 1938 USA |      | Lola Michalowitz wurde am 27.12.1890 in Lodz geboren, sie heiratete Josef Thon, zwei Kinder sind bekannt: Heinz und Hanny. Im Juli 1938 emigrierte die Familie über Rotterdam nach New York. Lola verstarb 1964 im Exil. |
| Hindenburgstraße 24 ·                      | 7. Nov. 2024   | Hier wohnte Heinz Thon Jg. 1924 Flucht 1938 USA |      | Heinz Thon wurde 17.11.1924 als Sohn von Josef Thon und seiner Ehefrau Lola Thon, geb. Michalowitz in Mönchengladbach geboren, eine Schwester (Hanny) ist bekannt. Im Juli 1938 emigrierte die Familie über Rotterdam nach New York. |
| Hindenburgstraße 119 ·                     | 29. Apr. 2022  | Hier wohnte Alfred Schlesinger Jg. 1870 Deportiert 1942 Theresienstadt Ermordet 23.10.1942                                                                                |      | Alfred Schlesinger wurde am 12. Oktober 1870 als Sohn von Isaak Schlesinger und Hanni Schlesinger geb. Schwarz in Göding (Hodonín) geboren. Im Jahr 1901 kam er nach Mönchengladbach, wo er zunächst als Buchhalter, später als Firmeninhaber im Textil- und auch im Versicherungsbereich arbeitete. Er heiratete am 23. Dezember 1912 Elise Lenz (* 1878) aus Köln. Aus der Ehe gingen die Kinder Richard (* 13. Oktober 1913) und Johanna (* 20. April 1915) hervor. Das Ehepaar Schlesinger wurde am 25. Juli 1942 in das Ghetto Theresienstadt deportiert, wo Alfred am 23. Oktober 1942 ermordet wurde. |
| Hindenburgstraße 119 ·                     | 29. Apr. 2022  | Hier wohnte Elise Schlesinger geb. Lenz Jg. 1878 Deportiert 1942 Theresienstadt Befreit                                                                                   |      | Elise Schlesinger wurde am 13. Mai 1878 als Tochter von Julius Jacob Lenz (1849–1912) und Rosalie Sternau (1849–1920) in Köln geboren. Sie hatte drei Brüder. Als Beruf wird Fremdsprachenkorrespondentin angegeben. Am 23. Dezember 1912 heiratete sie Alfred Schlesinger (* 1890) und wohnte mit ihm ab Januar 1913 in Mönchengladbach in der ehemaligen Krefelder Straße 119 (Hindenburgstraße 119). Aus der Ehe gingen die Kinder Richard (* 13. Oktober 1913) und Johanna (* 20. April 1915) hervor. Am 25. Juli 1942 wurden Elise Schlesinger und ihr Mann in das Ghetto Theresienstadt deportiert. Anders als ihr Mann überlebte Elise das Ghetto und zog später zu ihren Kindern nach Israel, wo sie am 7. Januar 1958 im Kibbutz Dafna verstarb. |
| Hindenburgstraße 119 ·                     | 29. Apr. 2022  | Hier wohnte Richard Schlesinger Jg. 1913 Flucht 1935 Luxemburg Mit Hilfe überlebt                                                                                         |      | Richard Schlesinger wurde am 13. Oktober 1913 als Sohn von Alfred Schlesinger (1870–1942) und Elise Schlesinger geb. Lenz (1878–1958) in Mönchengladbach geboren. Er hatte eine Schwester und war vermutlich Mitglied des Wanderbundes „Kameraden“. Im Jahr 1935 zog er nach Bad Mondorf und später nach Luxemburg und entging der Verfolgung durch das NS-Regime. Nach dem Krieg ließ Richard Schlesinger sich zusammen mit seiner Schwester in Dafna/Israel nieder, wo er 1996 verstarb. |
| Hindenburgstraße 119 ·                     | 29. Apr. 2022  | Hier wohnte Johanna Schlesinger Jg. 1915 Flucht 1939 Schweden |      | Johanna Schlesinger wurde am 20. April 1915 als Tochter von Alfred Schlesinger (1870–1942) und Elise Schlesinger geb. Lenz (1878–1958) in Mönchengladbach geboren. Sie hatte einen Bruder, besuchte die Jüdische Volksschule Karlsstraße und heiratete den aus Mainz stammenden Heinz Abt (1915–1992). Johanna Schlesinger gelang die Flucht vor dem NS-Regime über Schweden. Nach dem Krieg ließ sie sich zusammen mit ihrem Bruder in Dafna/Israel nieder, wo sie 1999 verstarb. |
| Hindenburgstraße 218 ·                     | 10. März 2016  | Hier wohnte Hermann Krako Jg. 1880 Verhaftet Dez. 1941 Landgerichtsgefängnis Deportiert 1942 Izbica Ermordet                                                              |      | Hermann Krako wurde am 19.01.1880 als Sohn von Levi Krako (auch: Kracko oder Kraco) (1834–1899) und der Susanna Krako, geb. Steinhardt in Mönchengladbach geboren. Als Beruf wird Kaufmann angegeben, er betrieb im Haus Hindenburgstraße 218 die Firma Mayer’s Lack- und Farbenhaus Hermann Krako. Er heiratete am 19.02.1920 die Witwe Helene Meyer, geb. Coopmann (*04.11.1883). Nachdem Ausreiseversuche der Familie Krako scheiterten, wurden Hermann und Helene im Januar 1942 wegen Devisenvergehens verhaftet und in das Untersuchungsgefängnis des Landgerichtes Mönchengladbach verbracht, wo Helene Selbstmord beging. Hermann wurde am 22.04.1942 ab Düsseldorf in das Ghetto Izbica deportiert, er wurde am 08.05.1945 für tot erklärt. |
| Hindenburgstraße 218 ·                     | 10. März 2016  | Hier wohnte Helene Krako Geb. Coopmann Jg. 1883 verhaftet Dez. 1941 Flucht in den Tod 29.01.1942 Landgerichtsgefängnis                                                    |      | Helene Meyer, geb. Coopmann wurde am 04.11.1883 als Tochter von Carl Coopmann und Eva Coopmann, geb. Kaufmann in Viersen geboren. Ihr erster Ehemann – Moritz Mayer (1886–1915) – fiel als Soldat im Ersten Weltkrieg. Sie heiratete Hermann Krako (* 19.01.1880). Nachdem Ausreiseversuche der Familie Krako scheiterten, wurden Hermann und Helene im Januar 1942 wegen Devisenvergehens verhaftet und in das Untersuchungsgefängnis des Landgerichtes Mönchengladbach verbracht, wo Helene am 29.01.1942 Selbstmord beging. |
| Hindenburgstraße 360 ·                     | 14. Dez. 2023  | Hier wohnte Alfred Rosen Jg. 1890 Deportiert 1941 Ghetto Riga Salaspils Ermordet Jan. 1942                                                                                |      | Alfred Rosen wurde am 14. Juli 1890 in Mönchengladbach geboren. Seine Eltern waren der Maschinenarbeiter und spätere Händler Samson Rosen und dessen Ehefrau Juliana Rosen geb. Harf aus Wickrath. Ab etwa 1910 wohnte die Familie in dem Haus an der Hindenburgstraße 360. Am 31. Oktober 1919 heiratete Alfred Rosen die Kontoristin Frieda Horn aus Rheydt. Das einzige Kind des Ehepaars, Edith, kam Anfang 1920 zur Welt. Alfred Rosen führte das Geschäft seines Vaters fort, in dem er Tabakwaren und Lebensmittel verkaufte. Außerdem spielte er im Jugendkader von Borussia Mönchengladbach Fußball und betätigte sich für den Reichsbund jüdischer Frontsoldaten als Schiedsrichter bei Fußballspielen. Nach der Reichspogromnacht während der NS-Diktatur musste die Familie Rosen ihr Geschäft aufgeben und Alfred wurde als Bauarbeiter zwangsverpflichtet. Am 10. Dezember 1941 wurde Alfred Rosen mit Frau und Tochter über Düsseldorf in das Ghetto Riga deportiert, wo er im Januar 1942 erschossen wurde. |
| Hindenburgstraße 360 ·                     | 14. Dez. 2023  | Hier wohnte Frieda Rosen Geb. Horn Jg. 1899 Deportiert 1941 Ghetto Riga KZ Stutthof Befreit                                                                               |      | Frieda Rosen wurde am 23. Januar 1899 in Rheydt geboren. Ihre Eltern waren der Hausweber Joseph Horn und seine Ehefrau Fanni Horn geb. Berg. Frieda arbeitete als Kontoristin, als sie am 31. Oktober 1919 den Mönchengladbacher Händler Alfred Rosen heiratete. Das Paar wohnte im Haus an der Hindenburgstraße 360 und bekam am 23. Januar 1920 die Tochter Edith. Am 10. Dezember 1941 wurde Frieda Rosen zusammen mit Ehemann und Tochter über Düsseldorf nach Riga deportiert, wo sie nach der Ermordung ihres Mannes im Jahr 1942 noch bis Ende Januar 1945 mit ihrer Tochter blieb. Anschließend wurden sie im KZ Stutthof inhaftiert. Im Zuge der deutschen Niederlage gelang den beiden die Flucht, und sie wanderten nach dem Krieg in die USA aus. Frieda Rosen starb 1994 in Connecticut. |
| Hindenburgstraße 360 ·                     | 14. Dez. 2023  | Hier wohnte Edith Rosen Jg. 1920 Deportiert 1941 Ghetto Riga KZ Stutthof Befreit                                                                                          |      | Edith Rosen wurde am 23. Januar 1920 in Mönchengladbach als einzige Tochter des Händlers Alfred Rosen und seiner Ehefrau Frieda Rosen geb. Horn geboren. Am 10. Dezember 1941 wurde sie mit ihren Eltern über Düsseldorf in das Ghetto Riga deportiert. Dort wurde der Vater Anfang 1942 ermordet, und Edith blieb mit ihrer Mutter bis Anfang 1945 in Riga, um anschließend nach Stutthof verlegt zu werden. Am Ende des Krieges gelang Mutter und Tochter die Flucht und sie wanderten in die USA aus. Edith Rosen heiratete im Jahr 1958 William Stern, mit dem sie den Sohn Alfred hatte. Nachdem ihr erster Mann 1979 verstorben war, heiratete Edith 1981 Alfred Winter, der aus Korschenbroich stammte und ebenfalls das Ghetto Riga überlebt hatte. Edith verstarb im Jahr 2015 in Norwalk, Connecticut. |
| Hohenzollernstraße 156 ·                   | 25. Jan. 2008  | Hier wohnte Klara Cohnen Geb. Levy Jg. 1882 Deportiert 1941 Ermordet in Łodz                                                                                              |      | Klara Levy wurde am 03.10.1882 als Tochter von Simon Levy und Sara Levy, geb. Falkenstein in Neersen geboren. Sie heiratete Hugo Cohnen (*21.09.1877), die Ehe blieb kinderlos. Am 27.10.1942 wurde das Ehepaar Cohnen über Düsseldorf in das Ghetto Łódź verbracht. Am 07.05.1942 wurden beide in das Vernichtungslager Chelmno deportiert, wo sie am nächsten Tag ermordet wurden. |
| Hohenzollernstraße 156 ·                   | 25. Jan. 2008  | Hier wohnte Hugo Cohnen Jg. 1877 Deportiert 1941 Ermordet in Łodz |      | Hugo Cohnen wurde am 21.09.1877 als Sohn von Salomon Cohnen) (1830–1902) und Helena Cohnen, geb. Gumperz (1840–1929) in Jüchen geboren, als Beruf wird Getreidehändler angegeben. Er heiratete Klara Levy (*03.10.1882), die Ehe blieb kinderlos. Am 27.10.1942 wurde das Ehepaar Cohnen über Düsseldorf in das Ghetto Łódź verbracht. Am 07.05.1942 wurden beide in das Vernichtungslager Chelmno deportiert, wo sie am nächsten Tag ermordet wurden (strittig: U.a. diese Quelle gibt Łódź als Todesort an, ein Todesdatum ist aus der Quelle nicht ersichtlich). |
| Hohenzollernstraße 156 ·                   | 25. Jan. 2008  | Hier wohnte Rosa Harf Geb. Freundlich Jg. 1884 Deportiert 1941 Ermordet in Łodz                                                                                           |      | Rosa Freundlich wurde am 03.05.1884 als Tochter von Moses und Ernestine Freundlich in Neustettin geboren, als Beruf wird Hausfrau angegeben. Sie heiratete Moritz Harf (*07.11.1875), am 27.10.1942 wurde das Ehepaar Harf über Düsseldorf in das Ghetto Łódź verbracht. Am 07.05.1942 wurden beide in das Vernichtungslager Chelmno deportiert, wo sie am nächsten Tag ermordet wurden (strittig: Diese Quelle gibt Łódź als Todesort an, ein Todesdatum ist aus der Quelle nicht ersichtlich). |
| Hohenzollernstraße 156 ·                   | 25. Jan. 2008  | Hier wohnte Moritz Harf Jg. 1875 Deportiert 1941 Łodz Ermordet 1942 in Riga                                                                                               |      | Moritz Harf wurde am 07.11.1875 als Sohn von Hermann Harf (1837–1915) und Rosetta Harf, geb. Dahl (1838–1896) in Keyenberg geboren, als Beruf wird Textilhändler angegeben. Er heiratete Rosa Freundlich (*03.05.1884), am 07.05.1942 wurden beide in das Vernichtungslager Chelmno deportiert, wo sie am nächsten Tag ermordet wurden (strittig: Diese Quelle gibt Łódź als Todesort an, ein Todesdatum ist aus der Quelle nicht ersichtlich). |
| Humboldtstraße 27 ·                        | 4. Sep. 2009   | Hier wohnte August Meyer Jg. 1878 Deportiert 1941 Riga Ermordet 1944 in Stutthof                                                                                          |      | August Meyer wurde am 08.08.1878 als Sohn von Lewi Meyer und Elisabeth Meyer, geb. Bienes in Mönchengladbach geboren, er war unverheiratet und hatte eine Schwester: Henriette (*14.01.1880) Er wurde mit seiner Schwester am 10.12.1941 über Düsseldorf ins Ghetto Riga deportiert, August starb in Stutthof am 07.11.1944. |
| Humboldtstraße 27 ·                        | 4. Sep. 2009   | Hier wohnte Selma Robens Jg. 1870 Deportiert 1942 Theresienstadt Ermordet in Treblinka                                                                                    |      | Selma Robens wurde am 11.01.1870 in Eschweiler geboren. Sie wurde am 25.07.1942 mit dem Transport VII/2, Zug Da 71 von Aachen (strittig: U.a. diese Quelle spricht von Düsseldorf, Transport VII/2, nr. 804) ins Ghetto Theresienstadt deportiert. Von dort aus ging es am 26.09.1942 mit dem Transport Br, nr. 674 nach Treblinka, wo sie ermordet wurde. |
| Humboldtstraße 27 ·                        | 4. Sep. 2009   | Hier wohnte Henriette Stern Geb. Meyer Jg. 1880 Deportiert 1941 Riga Ermordet                                                                                             |      | Henriette Meyer wurde am 14.01.1880 als Tochter von Lewi Meyer und Elisabeth Meyer, geb. Bienes in Mönchengladbach geboren, sie hatte einen Bruder: August (* 08.08.1878). Am 13.05.1921 heiratete sie Dagobert Stern (1880–1935); die Ehe blieb kinderlos. Sie wurde mit ihrem Bruder Albert am 10.12.1941 über Düsseldorf ins Ghetto Riga deportiert, Henriette starb in Stutthof am 25.07.1942. |
| In der Duis 2 ·                            | 16. Dez. 2019  | Hier wohnte Ernst Meisen Jg. 1931 Eingewiesen 1934 St. Josefhaus Hardt 'Verlegt' 19.5.1943 Wien am Steinhof 'Kinderfachabteilung' Ermordet 4.7.1943                       |      | Ernst Meisen wurde 1931 geboren. Ernst Meisen verlebte in dem Haus „In der Duis 2“, früher Venloer Straße, seine frühe Kindheit und wurde von dort aus in das St. Josefshaus in MG Hardt, einer katholischen Einrichtung für Menschen mit Behinderungen, eingewiesen. Von dort aus wurde er 1943, zusammen mit 23 weiteren Bewohnern, in die sogenannte „Nervenheilanstalt für Kinder“, Am Spiegelgrund in Wien, „abgemeldet“. Die sogenannten „Spiegelgrund-Opfer“ fielen alle nach wenigen Wochen der systematischen Tötung „unwerten Lebens“ zum Opfer. Ernst Meisen kam dort im Alter von 12 Jahren zu Tode. |
| Kaiserstraße 106 ·                         | 18. Dez. 2008  | Hier wohnte Anna Abraham Geb. Reifenberg Jg. 1884 Deportiert 1941 Ermordet in Łodz                                                                                        |      | Anna Reifenberg wurde am 31.10.1884 in Köln geboren. Sie heiratete Max Abraham (*31.08.1881), die Ehe blieb kinderlos. Am 27.10.1941 wurde sie mit ihrem Ehemann über Düsseldorf nach Litzmannstadt deportiert, von wo sie am 14.05.1942 „ausgesiedelt“ und in das Vernichtungslager Chelmno verbracht wurden. Dort wurden beide am 15.05.1942 ermordet. |
| Kaiserstraße 106 ·                         | 18. Dez. 2008  | Hier wohnte Max Abraham Jg. 1881 Deportiert 1941 Ermordet in Łodz |      | Max Abraham wurde am 31.08.1881 als Sohn von Nathan Abraham und Flora Abraham, geb. Heidemann in Schlochau geboren. Als junger Mann trat er in die Dienste des Kaufhauses Leonhard Tietz ein. Um 1901 schied er bei Tietz aus, um in Rheydt – mit seinem Bruder Willy – ein eigenes Warenhaus zu öffnen, welches im Jahr 1927 an die Leonhard Tietz AG verkauft wurde. Max heiratete Anna Reifenberg (* 31.10.1884), die Ehe blieb kinderlos. Am 27.10.1941 wurde er mit seiner Ehefrau über Düsseldorf nach Litzmannstadt deportiert, von wo sie am 14.05.1942 „ausgesiedelt“ und in das Vernichtungslager Chelmno verbracht wurden. Dort wurden beide am 15.05.1942 ermordet. |
| Kaiserstraße 133 ·                         | 18. Dez. 2008  | Hier wohnte Leon Herzberger Jg. 1875 verhaftet 1938 Dachau Deportiert 1941 Ermordet in Łodz                                                                               |      | Leon Herzberger wurde am 31.12.1875 als Sohn von Salomon Herzberger und Caroline Herzberger, geb. Cohen in Kleve geboren. Ein Bruder von Leon – Hugo (*29.06.1877) – lebte auch in Mönchengladbach. Leon war an mehreren Firmen in Mönchengladbach beteiligt – u. a.: Webwaren-Großhandelsfirma Vollmer & Herzberger, GREKO (eine Großeinkaufsgenossenschaft). Er heiratete Margarete Mendels (*10.01.1888). Das Ehepaar Herzberger hatte zwei Kinder, Hildegard (* 1913) und Otto (* 1915). Leon wurde – während des Pogroms am 10.11.1938 – aufgegriffen und über das Gefängnis Spatzenberg nach Dachau verbracht, aus dieser „Schutzhaft“ wurde er am 19.11.1938 entlassen. Leon und Margarete wurden am 27.10.1941 über Düsseldorf ins Ghetto Litzmannstadt verbracht, beide wurden am 07.05.1942 ins Vernichtungslager Chelmno deportiert, wo sie am nächsten Tag ermordet wurden (strittig: Lt. dieser Quelle soll Leon im Mai 1942 in Auschwitz ermordet worden sein, lt. dieser Quelle soll er – ohne Todesdatum – in Litzmannstadt verstorben sein, lt. dieser Quelle war der Todesort Treblinka). |
| Kaiserstraße 133 ·                         | 18. Dez. 2008  | Hier wohnte Margarete Herzberger Geb. Mendels Jg. 1888 Deportiert 1941 Ermordet in Łodz                                                                                   |      | Margarete Mendels wurde am 10.01.1888 in Münster geboren. Sie heiratete Leon Herzberger (*31.12.1875). Das Ehepaar Herzberger hatte zwei Kinder, Hildegard (* 1913) und Otto (* 1915). Leon und Margarete wurden am 27.10.1941 über Düsseldorf ins Ghetto Litzmannstadt verbracht, beide wurden am 07.05.1942 ins Vernichtungslager Chelmno deportiert, wo sie am nächsten Tag ermordet wurden (strittig: Lt. dieser Quelle soll Margarete im Jahr 1942 in Auschwitz ermordet worden sein, lt. dieser Quelle soll er – ohne Todesdatum – in Litzmannstadt verstorben sein, lt. dieser Quelle war der Todesort Treblinka). |
| Knopsstraße 31 ·                           | 25. Jan. 2008  | Hier wohnte Helene Rosenzweig Geb. Djaloschinsky Jg. 1875 Deportiert 1942 Theresienstadt Ermordet in Lublin                                                               |      | Helene Salaschinsky wurde am 14.04.1875 in Lodz geboren. Helene heiratete David Rosenzweig (*06.01.1866), aus der Ehe gingen sechs Kinder hervor: Fischel (*14.03.1898), Frieda (*06.01.1904), Friedemann (*31.01.1909), Johanna (*unbekannt), Feige (*unbekannt, †18.03.1939) und Meier Loser (*unbekannt). Helene wurde am 25.07.1942 ab Düsseldorf mit dem Transport VII/2, nr. 825 nach Theresienstadt verbracht und dort am 26.09.1942 mit dem Transport Br, nr. 1689 nach Treblinka deportiert, wo sie ermordet wurde (strittig: Diese Quelle weist eine Verbringung am 27.10.1941 über Düsseldorf nach Litzmannstadt und eine Deportation nach Chelmno am 07.05.1942 nach, als Todesdatum wird der 08.05.1942 angegeben, diese Quelle spricht von einer Deportation am 25.07.1942 über Düsseldorf ins Ghetto Theresienstadt, wo sie ermordet wurde). |
| Knopsstraße 31 ·                           | 25. Jan. 2008  | Hier wohnte David Rosenzweig Jg. 1866 Deportiert 1942 Theresienstadt Ermordet in Lublin                                                                                   |      | David Rosenzweig wurde am 06.01.1866 in Zgierz geboren. David heiratete Helene Salaschinsky (*14.04.1875), aus der Ehe gingen sechs Kinder hervor: Fischel (*14.03.1898), Frieda (*06.01.1904), Friedemann (*31.01.1909), Johanna (*unbekannt), Feige (*unbekannt, †18.03.1939) und Meier Loser (*unbekannt). Nach Ausbruch des Zweiten Weltkriegs am 14.09.1939 wurden David, Fischel und Friedemann in Sachsenhausen in Schutzhaft genommen. David wurde am 25.07.1942 ab Düsseldorf mit dem Transport VII/2, nr. 824 nach Theresienstadt verbracht und dort am 26.09.1942 mit dem Transport Br, nr. 1688 nach Treblinka deportiert, wo er ermordet wurde (strittig: Diese Quelle weist eine Verbringung am 27.10.1941 über Düsseldorf nach Litzmannstadt und eine Deportation nach Chelmno am 07.05.1942 nach, als Todesdatum wird der 08.05.1942 angegeben, diese Quelle spricht von einer Deportation am 25.07.1942 über Düsseldorf ins Ghetto Theresienstadt, wo er ermordet wurde). |
| Knopsstraße 31 ·                           | 25. Jan. 2008  | Hier wohnte Fischel Rosenzweig Jg. 1898 verhaftet 1939 KZ Sachsenhausen Ermordet 1940                                                                                     |      | Fischel Rosenzweig wurde am 14.03.1898 als Sohn von David Rosenzweig (* 06.01.1866) und Helene Rosenzweig, geb. Salaschinsky (* 14.04.1875) in Piotrkow geboren. Er hatte fünf Geschwister: Frieda (*06.01.1904), Friedemann (* 31.01.1909), Johanna (* unbekannt), Feige (* unbekannt, † 18.03.1939) und Meier Loser (* unbekannt). Nach Ausbruch des Zweiten Weltkriegs am 14.09.1939 wurden David, Fischel und Friedemann in Sachsenhausen in Schutzhaft genommen, wo Fischel am 03.03.1940 starb. |
| Knopsstraße 31 ·                           | 25. Jan. 2008  | Hier wohnte Frieda Rosenzweig Jg. 1904 Deportiert 1942 Izbica Ermordet |      | Frieda Rosenzweig wurde am 06.01.1904 als Tochter von David Rosenzweig (*06.01.1866) und Helene Rosenzweig, geb. Salaschinsky (*14.04.1875) in Konstantynow geboren. Sie hatte fünf Geschwister: Fischel (*14.03.1898), Friedemann (*31.01.1909), Johanna (*unbekannt), Feige (*unbekannt, †18.03.1939) und Meier Loser (*unbekannt). Frieda wurde am 22.04.1942 über Düsseldorf ins Ghetto Izbica deportiert, wo sie ermordet wurde. |
| Knopsstraße 31 ·                           | 25. Jan. 2008  | Hier wohnte Friedemann Rosenzweig Jg. 1909 verhaftet 1939 KZ Sachsenhausen Ermordet 1940                                                                                  |      | Friedemann Rosenzweig wurde am 31.01.1909 als Sohn von David Rosenzweig (*06.01.1866) und Helene Rosenzweig, geb. Salaschinsky (*14.04.1875) in Köln geboren. Er hatte fünf Geschwister: Fischel (*14.03.1898), Frieda (*06.01.1904), Johanna (*unbekannt), Feige (*unbekannt, †18.03.1939) und Meier Loser (*unbekannt). Nach Ausbruch des Zweiten Weltkriegs am 14.09.1939 wurden David, Fischel und Friedemann in Sachsenhausen in Schutzhaft genommen, wo Friedemann am 20.07.1940 verstarb. |
| Knopsstraße 31 ·                           | 25. Jan. 2008  | Hier wohnte Elise Goldstein Jg. 1909 Deportiert 1942 Izbica Ermordet |      | Elise Goldstein wurde am 21.10.1909 als Tochter des Ehepaares Abraham Goldstein (* 09.03.1880) und Sophie Goldstein, geb. Bruckmann (* 07.07.1876) in Dülken geboren, sie hatte eine Schwester Illa (*unbekannt). Am 22.04.1942 wurden Sophie, Elise und Abraham über Düsseldorf ins Ghetto Izbica deportiert, ein Todeszeitpunkt ist nicht bekannt. |
| Knopsstraße 31 ·                           | 25. Jan. 2008  | Hier wohnte Sophie Goldstein Geb. Bruckmann Jg. 1876 Deportiert 1942 Izbica Ermordet                                                                                      |      | Sophie Bruckmann wurde am 07.07.1876 in Goch geboren. Sie war mit Abraham Goldstein (* 09.03.1880) verheiratet, aus der Ehe gingen zwei Töchter hervor: Elise (* 21.10.1909) und Illa (*unbekannt).Am 22.04.1942 wurden Sophie, Elise und Abraham über Düsseldorf ins Ghetto Izbica deportiert, ein Todeszeitpunkt ist nicht bekannt. |
| Knopsstraße 31 ·                           | 25. Jan. 2008  | Hier wohnte Abraham Goldstein Jg. 1880 Deportiert 1942 Izbica Ermordet |      | Abraham Goldstein wurde am 09.03.1880 in Krefeld geboren. Er heiratete Sophie Bruckmann (07.07.1876), aus der Ehe gingen zwei Töchter hervor: Elise (* 21.10.1909) und Illa (*unbekannt). Am 22.04.1942 wurden Sophie, Elise und Abraham über Düsseldorf ins Ghetto Izbica deportiert, ein Todeszeitpunkt ist nicht bekannt. |
| Lessingstraße 13 ·                         | 25. März 2011  | Hier wohnte Otto Michaelis Jg. 1875 Flucht 1937 Holland Interniert 1943 Westerbork Deportiert 1943 Auschwitz Ermordet                                                     |      | Otto Michaelis wurde am 26.09.1875 als Sohn von Moritz Michaelis und Bertha Michaelis, geb. Schönbrunn in Mönchengladbach geboren. Otto heiratete am 15.11.1904 Nelli Azijnman (*17.08.1879), aus der Ehe ging ein Sohn hervor: Robert (*unbekannt). Die Familie emigrierte am 10.09.1937 in die Niederlande, am 01.06.1943 wurde sie in Westerbork interniert, am 14.09.1943 nach Auschwitz deportiert, wo sie ermordet wurden (strittig: Diese Quelle spricht von einer Deportation nach Theresienstadt, ein Todesdatum ist dort nicht angegeben). |
| Lessingstraße 13 ·                         | 25. März 2011  | Hier wohnte Nelli Michaelis Geb. Azijnman Jg. 1879 Flucht 1937 Holland Interniert 1943 Westerbork Deportiert 1943 Auschwitz ermordet                                      |      | Nelli Azijnman wurde am 17.08.1879 als Tochter von Mauritz Azijnman (1846–1924) und Betje Azijnman geb. Kool (1851–1937) in Hertogenbosch geboren. Sie heiratete Otto Michaelis (*26.09.1875), aus der Ehe ging ein Sohn hervor: Robert (*unbekannt). Die Familie emigrierte am 10.09.1937 in die Niederlande, am 01.06.1943 wurde sie in Westerbork interniert, am 14.09.1943 nach Auschwitz deportiert, wo sie ermordet wurden, als Todesdatum von Nelli wird der 17.09.1943 angegeben. |
| Lüpertzender Straße 40 ·                   | 13. Nov. 2007  | Hier wohnte Lisa Hecht Jg. 1920 Deportiert 1942 Izbica Ermordet |      | Lisa Hecht wurde am 24.03.1920 als Tochter von Julius Hecht (*14.07.1890) und Ernestine Hecht, geb. Rosenthal (*19.08.1893) in Herford geboren, sie hatte einen Bruder: Kurt (*26.11.1916, 1939 nach Belgien entkommen, überlebt, nach seiner Rückkehr 1945 wurde er Vorsteher der Jüdischen Kultusgemeinde Mönchengladbach). Am 22.04.1942 wurden Julius, Ernestine und Lina über Düsseldorf ins Ghetto Izbica deportiert, wo sie für tot erklärt wurden. |
| Lüpertzender Straße 40 ·                   | 13. Nov. 2007  | Hier wohnte Ernestine Hecht Geb. Rosenthal Jg. 1893 Deportiert 1942 Izbica Ermordet                                                                                       |      | Ernestine Rosenthal wurde am 19.08.1893 als Tochter von Simon Rosenthal und Sophie Rosenthal, geb. Levy in Barmen-Elberfeld geboren. Sie heiratete Julius Hecht (*14.07.1890), aus der Ehe gingen zwei Kinder hervor: Kurt (*26.11.1916) und Lisa (*24.03.1920). Am 22.04.1942 wurden Julius, Ernestine und Lina über Düsseldorf ins Ghetto Izbica deportiert, wo sie für tot erklärt wurden. |
| Lüpertzender Straße 40 ·                   | 13. Nov. 2007  | Hier wohnte Julius Hecht Jg. 1890 Deportiert 1942 Izbica Ermordet |      | Julius Hecht wurde am 14.07.1890 als Sohn von Elias Hecht und Elise Hecht, geb. Levy in Herford geboren. Er heiratete Ernestine Rosenthal (*19.08.1893), aus der Ehe gingen zwei Kinder hervor: Kurt (*26.11.1916) und Lisa (*24.03.1920). Julius war vom 12.11.-21.11.1938 in Buchenwald inhaftiert, am 22.04.1942 wurden Julius, Ernestine und Lina über Düsseldorf ins Ghetto Izbica deportiert, wo sie für tot erklärt wurden. |
| Lüpertzender Straße 40 ·                   | 13. Nov. 2007  | Hier wohnte Else Stern Geb. Cohen Jg. 1886 Deportiert 1941 Riga Ermordet 1944 in Stutthof                                                                                 |      | Else Cohen wurde am 15.11.1886 als Tochter von Joseph Cohen (1857–1942) und Julchen Cohen, geb. Bernhard in Gerresheim geboren. Sie heiratete am 08.07.1920 in Düsseldorf Eugen Stern (*11.02.1880), im Haushalt lebte die (vermutliche) Nichte von Else (Lotte Adler (*12.08.1923)). Am 11.12.1941 wurden Eugen und Else Stern sowie Lotte Adler über Düsseldorf ins Ghetto Riga deportiert, Else wurde im Jahr 1944 weiter nach Stutthof verbracht, wo sie am 29.12.1944 ermordet wurde. |
| Lüpertzender Straße 40 ·                   | 13. Nov. 2007  | Hier wohnte Eugen Stern Jg. 1880 Deportiert 1941 Riga Ermordet |      | Eugen Stern wurde am 11.02.1880 als Sohn von Leser Stern und Bertha Stern, geb. Goldstein in Langendreer geboren. Er heiratete am 08.07.1920 in Düsseldorf Else Cohen (* 15.11.1886), im Haushalt lebte die (vermutliche) Nichte von Else (Lotte Adler (* 12.08.1923)). Am 11.12.1941 wurden Eugen und Else Stern sowie Lotte Adler über Düsseldorf ins Ghetto Riga deportiert, das Todesdatum von Eugen ist nicht bekannt. |
| Lüpertzender Straße 40 ·                   | 13. Nov. 2007  | Hier wohnte Lotte Adler Jg. 1923 Deportiert 1941 Ermordet 1941 in Riga |      | Lotte Adler wurde am 12.08.1923 als Tochter von Viktor Adler und Selma Adler, geb. Cohen in Düsseldorf geboren, sie war (vermutlich) die Nichte von Else Stern (* 15.11.1886) und lebte im Haushalt der Familie Stern. Am 11.12.1941 wurden Eugen und Else Stern sowie Lotte Adler über Düsseldorf ins Ghetto Riga deportiert, das Todesdatum von Lotte ist nicht bekannt. |
| Lüpertzender Straße 165 ·                  | 16. Dez. 2019  | Hier wohnte Catharina Bückmann Geb. Brandt Jg. 1885 Eingewiesen 1921 Süchteln-Johannisthal 'Verlegt' 22.7.1941 Hadamar Ermordet 22.7.1941 'Aktion T4'                     |      | Catharina Brandt wurde am 14.10.1884 als Tochter von Heinrich Anton Brandt (* 1850) und Gertrud Brandt, geb. Winkels (* 1848) in Rheindahlen geboren. Am 29.01.1908 heiratete sie Conrad Wilhelm Bückmann aus Mönchengladbach, zwei Kinder sind bekannt: Gertrud Katharina (* 1909) und Wilhelm Alfred (* 1908). Conrad Wilhelm Bückmann verzog 1921 nach Metzingen, Catharina erkrankte und wurde in die Heil- und Pflegeanstalt Johannisthal bei Süchteln eingeliefert. Die Ehe wurde am 04.07.1922 geschieden. Catharina wurde (zu einem unbekannten Zeitpunkt) von Johannisthal in die Provinzial-Heil- und Pflegeanstalt Galkhausen bei Langenfeld verlegt. Von dort aus wurde sie am 22.07.1941 mit 76 weiteren Patienten nach Hadamar verbracht, wo sie (im Rahmen der Aktion T4) am gleichen Tag noch ermordet wurde. |
| Lützowstraße 12 ·                          | 22. Apr. 2021  | Hier wohnte Nathan 'Norbert' Neuhaus Jg. 1883 Deportiert 1941 Riga Ermordet in Stutthof                                                                                   |      | Nathan 'Norbert' Neuhaus wurde am 12.04.1883 als Sohn von Hermann und Bernhardine Neuhaus in Bremke geboren, als Beruf wird Kaufmann angegeben. Am 28.12.1920 heiratete Nathan Susanne Cohnen, ein Sohn (Heinz, *12.07.1925) ist bekannt, die Ehe wurde im Jahr 1939 geschieden. Am 08.12.1941 heiratete Nathan die Witwe Rosa Stern, geb. Winter. Am 10.12.1941 wurden Nathan, Rosa, Heinz und Susanne ab Düsseldorf ins Ghetto Riga deportiert, Nathan wurde an einem unbekannten Zeitpunkt im KZ Stutthof ermordet. |
| Lützowstraße 12 ·                          | 22. Apr. 2021  | Hier wohnte Rosa Neuhaus Gesch. Stern Geb. Winter Jg. 1890 Deportiert 1941 Riga Ermordet                                                                                  |      | Rosa Winter wurde am 02.05.1890 als Tochter von Seligmann Winter (1850–1906) und Barbara Winter, geb. Salm (1846–1911) geboren, als Beruf wird Hausfrau angegeben. Rosa heiratet am 10.09.1914 Willy Stern aus Koblenz, eine Tochter (Hilde, *1915) ist bekannt. Die Ehe wurde (zu einem unbekannten Zeitpunkt) geschieden. Rosa heiratete am 08.12.1941 Nathan 'Norbert' Neuhaus, am 10.12.1941 wurde sie (zusammen mit Ihrem Mann, seiner geschiedenen Ehefrau Susanne und ihrem Stiefsohn Heinz) ab Düsseldorf ins Ghetto Riga deportiert, wo Rosa ermordet wurde. |
| Margarethenstraße 14 ·                     | 22. Apr. 2021  | Hier wohnte Wilhelm Brocke Jg. 1887 Verhaftet 1942 Wegen 'Judenhilfe' Gefängnis Spatzenberg 1943 Sachsenhausen Ermordet 7.4.1943                                          |      | Maria Wilhelm Brocke wurde am 26.04.1887 als Sohn von Maria Wilhelm Brocke sen. und Anna Brocke, geb. Mauel in Mönchengladbach geboren, als Beruf wird Kaufmann (Teilhaber der Kleiderfabrik W. Brocke & Co.) angegeben. Am 13.10.1919 heiratete er Maria Magdalena Draute (*30.07.1894, †31.12.1933), vier Kinder sind bekannt. Als bekennender Gegner des Nationalsozialismus verhalf Wilhelm einer jüdischen Familie aus Köln zur Flucht in die Niederlande. Von August bis Dezember 1942 wurde er im Gefängnis Spatzenberg inhaftiert und von dort ins KZ Sachsenhausen (Häftlingsnummer 53826) deportiert, wo er am 07.04.1943 ermordet wurde. |
| Marienkirchstraße 49 ·                     | 16. Dez. 2019  | Hier wohnte Sally Blumenthal Jg. 1878 Flucht 1939 Belgien Interniert Dossin-Kaserne Deportiert 1942 Ermordet in Auschwitz                                                 |      | Sally Blumenthal wurde am 27.01.1878 als Sohn von Baruth Blumenthal (1843–1915) und Rebecca B. Blumenthal, geb. Winter (1852–1915) in Hemer geboren, als Beruf wird Maler- und Anstreichermeister angegeben. Am 27.09.1905 heiratete er Henriette Winter, zwei Söhne sind bekannt: Erich (*27.07.1906) und Walter (*21.12.1910). Sally war ein politischer Mensch (er war Mitglied der Deutschen Staatspartei) und machte keinen Hehl aus seiner Abneigung für den Nationalsozialismus. Hierfür wurde er (u. a.) zu sieben Tagen Schutzhaft verurteilt. Im Oktober 1938 übersiedelten Sally, Henriette und Erich nach Enschede, später ging es weiter nach Antwerpen. Am 11./12.09.1942 wurde Sally verhaftet und in die Dossin-Kaserne verbracht. Von dort aus wurden Sally und Henriette am 15.09.1942 mit dem Transport X ins KZ Auschwitz deportiert und (wahrscheinlich direkt nach der Ankunft) ermordet. |
| Marienkirchstraße 49 ·                     | 16. Dez. 2019  | Hier wohnte Henriette Blumenthal geb. Winter Jg. 1880 Flucht 1939 Belgien Interniert Mechelen Deportiert 1942 Ermordet in Auschwitz                                       |      | Henriette Winter wurde am 30.01.1880 als Tochter von Seligmann Winter und Barbara Winter, geb. Salm (1846–1911) in Rheydt geboren, als Beruf wird Hausfrau angegeben. Am 27.09.1905 heiratete sie Sally Blumenthal, zwei Söhne sind bekannt: Erich (*27.07.1906) und Walter (*21.12.1910). Im Oktober 1938 übersiedelten Sally, Henriette und Erich nach Enschede, später ging es weiter nach Antwerpen. Nach der Internierung in der Dossin-Kaserne wurden Sally und Henriette am 15.09.1942 mit dem Transport X ins KZ Auschwitz deportiert und (wahrscheinlich direkt nach der Ankunft) ermordet. |
| Marienkirchstraße 49 ·                     | 16. Dez. 2019  | Hier wohnte Erich Blumenthal Jg. 1906 Flucht 1938 Belgien Interniert Drancy Deportiert 1942 Ermordet in Auschwitz                                                         |      | Erich Blumenthal wurde am 27.07.1906 als Sohn von Sally Blumenthal und Henriette Blumenthal, geb. Winter in Rheydt geboren, ein Bruder (Walter (*21.12.1910)) ist bekannt. Im Oktober 1938 übersiedelten Sally, Henriette und Erich nach Enschede, später ging es weiter nach Antwerpen. Erich flüchtete danach weiter nach Frankreich. Im Mai 1940 wurde er in St. Cyprien interniert und von dort aus im August 1942 ins Sammellager Drancy verbracht. Am 12.08.1942 wurde Erich ins KZ Auschwitz deportiert, wo er ermordet wurde. |
| Marienkirchstraße 49 ·                     | 16. Dez. 2019  | Hier wohnte Walter Blumenthal Jg. 1910 Flucht 1935 Holland Interniert Westerbork Deportiert 1943 Auschwitz Ermordet 30.4.1943                                             |      | Walter Blumenthal wurde am 21.12.1910 als Sohn von Sally Blumenthal und Henriette Blumenthal, geb. Winter in Rheydt geboren, ein Bruder (Erich (*27.07.1906)) ist bekannt. Walter heiratete Gertrud Wertheim, zwei Töchter sind bekannt: Margot Ruth (* 1936) und Carla Rahel (* 1941). Bereits am 30.10.1935 emigrierte Walter in die Niederlande. Nach seiner Internierung in Westerbork (04.10.1942-02.02.1943) wurde er am 02.02.1843 ins KZ Auschwitz deportiert, wo er am 30.04.1943 ermordet wurde. Seine Ehefrau und die beiden Töchter wurden auch ins KZ Auschwitz deportiert und dort ermordet. |
| Mozartstraße 9 ·                           | 25. Aug. 2008  | Hier wohnte Rosa Jonas Geb. Horowitz Jg. 1875 Deportiert 1941 Lodz Ermordet 1942 in Auschwitz                                                                             |      | Rosa Horowitz wurde am 09.03.1875 als Tochter von Dr. Jacob Horowitz und Cölestine Horowitz, geb. Heymann in Krefeld geboren. Sie war mit Gustav Jonas (1864–1938) verheiratet, aus der Ehe gingen drei Söhne hervor: Hans (*10.05.1903, verließ Deutschland im Jahr 1933), Gustav (*unbekannt, †Januar 1938) und Georg (* 1906, ausgewandert nach Palästina). Rosa wurde am 27.10.1941 ins Ghetto Litzmannstadt deportiert und am 20.05.1942 in Auschwitz ermordet (strittig: Diese Quelle nennt den 20.05.1942 als Todestag im Ghetto Litzmannstadt). |
| Mozartstraße 9 ·                           | 25. Aug. 2008  | Hier wohnte Else Betty Wallheimer Jg. 1890 Deportiert 1942 Izbica Ermordet                                                                                                |      | Else Betty Wallheimer wurde am 29.10.1890 als Tochter von Julius Wallheimer (1853–1937) und Bertha Wallheimer, geb. Wolff (1863–1938) in Essen geboren, ein Bruder ist bekannt: Alfred (* 1893, überlebt, Ausreise im Jahr 1936 nach Südafrika). Am 22.04.1942 wurde Betty ins Ghetto Izbica deportiert, ein Todesdatum ist nicht nachgewiesen. |
| Parkstraße 22 ·                            | 24. Mai 2018   | Hier wohnte Max Reinemann Jg. 1883 Flucht 1938 Belgien interniert Mechelen deportiert 1942 Zwangsarbeiterlager Blechhammer ermordet                                       |      | Max Heymann wurde am 12.08.1883 als Sohn von Sussmann Isaac Reinemann (1850–1911) und Babette Reinemann, geb. Hirschmann (1858–1936) in Treuchtlingen (Unterfranken) geboren, als Beruf wird Kaufmann angegeben. Am 04.07.1910 heiratete er Irma Klugmann (* 22.11.1889), aus der Ehe gingen zwei Kinder hervor: Isaac Kurt (* 15.05.1911) und Hedwig 'Hedy' (*24.01.1905). Im Laufe des Jahres 1939 entschlossen sich Max und sein Sohn Isaac Kurt zur Flucht nach Schaerbeek in Belgien. Am 22.08.1942 wurden beide verhaftet und in die Dossinkaserne in Mechelen (Malines) verbracht. Von dort aus ging es ab Mechelen nach Auschwitz-Birkenau (Ankunft am 31.08.1942). Als arbeitsfähige Männer wurden sie in das Zwangsarbeiterlager Blechhammer deportiert, wo sie für die I.G. Farben Zwangsarbeit leisten mussten. Über die weitere Geschichte ist nichts bekannt, beide wurde nach Kriegsende für tot erklärt. |
| Parkstraße 22 ·                            | 24. Mai 2018   | Hier wohnte Hedwig 'Hedy' Reinemann Verh. Falkenstein Jg. 1915 Flucht 1938 USA                                                                                            |      | Hedwig Heymann wurde am 24.01.1905 als Tochter des Ehepaares Max Reinemann (*12.08.1883) in Mönchengladbach geboren, ein Bruder (Isaac Kurt (*15.05.1911)) ist bekannt. Sie heiratete am 04.04.1938 Heinz Falkenstein (* 1908), das Ehepaar emigrierte am 27.05.1938 nach New York. |
| Parkstraße 22 ·                            | 24. Mai 2018   | Hier wohnte Isaac Kurt Reinemann Jg. 1911 Flucht 1938 Belgien interniert Mechelen deportiert 1942 Zwangsarbeiterlager Blechhammer ermordet                                |      | Isaac Kurt Heymann wurde am 15.05.1911 als Tochter des Ehepaares Max Reinemann (* 12.08.1883) in Mönchengladbach geboren, eine Schwester (Hedwig 'Hedy' (* 24.01.1905)) ist bekannt. Im Laufe des Jahres 1939 entschlossen sich Isaac Kurt und sein Vater zur Flucht nach Schaerbeek in Belgien. Am 22.08.1942 wurden beide verhaftet und in die Dossinkaserne in Mechelen (Malines) verbracht. Von dort aus ging es ab Mechelen nach Auschwitz-Birkenau (Ankunft am 31.08.1942). Als arbeitsfähige Männer wurden sie in das Zwangsarbeiterlager Blechhammer deportiert, wo sie für die I.G. Farben Zwangsarbeit leisten mussten. Über die weitere Geschichte ist nichts bekannt; beide wurden nach Kriegsende für tot erklärt. |
| Parkstraße 22 ·                            | 24. Mai 2018   | Hier wohnte Irma Reinemann Geb. Klugmann Jg. 1890 deportiert 1941 Łódź/Litzmannstadt ermordet 6.5.1942 Chelmno / Kulmhof                                                  |      | Irma Klugmann wurde am 22.11.1889 (strittig: Andere Quellen sprechen von „1890“ als Geburtsjahr) als Tochter des Ehepaares Ignaz Klugmann (1851–1909) und Frieda Klugmann, geb. Feuchtwanger (1858–1943) in Kitzingen am Main geboren. Am 04.07.1910 heiratete sie Max Reinemann (*12.08.1883), aus der Ehe gingen zwei Kinder hervor: Isaac Kurt (*15.05.1911) und Hedwig 'Hedy' (*24.01.1905). Trotz der Flucht ihres Ehemanns und Sohns nach Belgien verblieb Irma im Mönchengladbach; Irma wurde am 27.10.1941 in das Ghetto Litzmannstadt verbracht und am 06.05.1942 im Vernichtungslager Kulmhof ermordet. |
| Regentenstraße 67 ·                        | 16. Sep. 2013  | Hier wohnte Leopold Grünstein Jg. 1877 Deportiert 1941 Riga Aktion Dünamünde Ermordet 1942                                                                                |      | Leopold Grünstein wurde am 02.07.1877 als Sohn des Ehepaares Arnold (* 1848, †unbekannt) und Karoline Grünstein, geb. Tiefenthal (* 1843, † 1890) in Esslingen am Neckar geboren. Er führte die Firma „Installations-Geschäft für Sanitäre u. Elektr. Anlagen“. In zweiter Ehe heiratete er am 14.02.1941 die Klavierlehrerin Anna Rosenthal. Leopold wurde am 10.12.1941 ab Düsseldorf in Ghetto Riga deportiert, wo er im Verlauf der Aktion Dünamünde am 23.03.1943 ermordet wurde. |
| Regentenstraße 67 ·                        | 16. Sep. 2013  | Hier wohnte Anna Grünstein Geb. Rosenthal Jg. 1886 unfreiwillig verzogen 1941 Krefeld Flucht in den Tod 5.12.1941                                                         |      | Anna Rosenthal wurde am 24.07.1886 in Krefeld geboren. Sie war von Beruf Klavierlehrerin und heiratete am 14.02.1941 Leopold Grünstein (*02.07.1877). Als bekannt gegeben wurde, dass das Ehepaar Grünstein ins Ghetto Riga deportiert werden sollte, beging Anna am 05.12.1941 aus Verzweiflung Selbstmord. |
| Regentenstraße 67 ·                        | 29. Apr. 2022  | Hier wohnte Dr. Friedrich David Jg. 1865 Gedemütigt/Entrechtet Tot 14.10.1941                                                                                             |      | Friedrich David wurde am 2. März 1865 als Sohn von Jacob David (1823–1889) und Sara David geb. Jourdan in Krefeld geboren. Nach dem Studium in Köln zog er nach Mönchengladbach, arbeitete als Rechtsanwalt und engagierte sich in der Kommunalpolitik. Am 28. Juni 1892 heiratete er Hedwig Devries (* 1869) aus Uedem. Aus der Ehe gingen die Kinder Hans Walter David (1893–1942) und Hildegard David (* 1896) hervor. Nach der Machtergreifung durch die Nationalsozialisten blieb Friedrich lange Zeit unbehelligt und starb am 19. Oktober 1941 im Krankenhaus Maria Hilf eines natürlichen Todes (in der Quelle wird der 19.10. als Todestag angegeben, während auf dem Stolperstein der 14.10. vermerkt ist). |
| Regentenstraße 67 ·                        | 29. Apr. 2022  | Hier wohnte Hedwig David Geb. Devries Jg. 1869 Gedemütigt/Entrechtet Flucht in den Tod 16.2.1942                                                                          |      | Hedwig David wurde am 30. Juli 1869 als Tochter von David Meyer Devries und Henriette Rosenthal in Uedem geboren. Sie war ausgebildete Sängerin und trat als Solistin sowie als Chorsängerin auf. Am 28. Juni 1892 heiratete sie Friedrich David (* 1865) und lebte mit ihm in Mönchengladbach. Aus der Ehe gingen die Kinder Hans Walter David (1893–1942) und Hildegard David (* 1896) hervor. Nach dem Tod ihres Mannes musste Hedwig David erleben, wie ihr Wohnhaus an der Regentenstraße in ein Judenhaus umgewandelt wurde. Am 16. Februar 1942 nahm sie sich kurz vor ihrer Deportation in ein Konzentrationslager aus Verzweiflung das Leben. |
| Regentenstraße 67 ·                        | 29. Apr. 2022  | Hier wohnte Hans Walter David Jg. 1893 Umzug Berlin Flucht 1933 Frankreich 1936 Sowjetunion Ausgeliefert 1940 Ermordet 1942 Majdanek                                      |      | Hans Walter David wurde am 26. März 1893 als Sohn von Friedrich David (1865–1941) und Hedwig David geb. Devries (1869–1942) in Mönchengladbach geboren. Er hatte die Schwester Hildegard David (1896–1987). Hans Walter David zog 1919 nach Berlin, wo er Komponist wurde. Nach Emigration 1933 und Aufenthalten in Frankreich und Italien begab er sich auf Einladung 1935 in die Sowjetunion, wo er 1937 verhaftet und 1940 an Deutschland ausgeliefert wurde. Er kam umgehend in das Ghetto Lublin und wurde 1942 in das Konzentrationslager Majdanek überführt, wo er noch im gleichen Jahr ermordet wurde (der genaue Todestag ist nicht bekannt). |
| Regentenstraße 107 ·                       | 25. März 2011  | Hier wohnte Siegbert Hené Jg. 1864 Deportiert 1941 Riga Ermordet Juli 1944                                                                                                |      | Siegbert Hené wurde am 10.10.1886 als Sohn von Leopold Hené und Philippina Hené, geb. Reinheimer in Landstuhl geboren. Er heiratete Berta Katz (*02.10.1891), aus der Ehe ging ein Sohn – Günter (*19.09.1927) – hervor. Am 11.12.1941 wurden Siegbert, Berta und Günter über Düsseldorf in das Ghetto Riga deportiert. Siegbert und Berta wurden im Sommer 1944 in den sogenannten „Krebsbach-Aktionen“ umgebracht. |
| Regentenstraße 107 ·                       | 25. März 2011  | Hier wohnte Berta Hené Geb. Katz Jg. 1891 Deportiert 1941 Riga Ermordet Juli 1944                                                                                         |      | Berta Katz wurde am 02.10.1891 als Tochter von Levy und Rosa Katz, geb. Marx in Viersen geboren. Sie heiratete Siegbert Hené (* 10.10.1886), aus der Ehe ging ein Sohn – Günter (* 19.09.1927) – hervor. Am 11.12.1941 wurden Siegbert, Berta und Günter über Düsseldorf in das Ghetto Riga deportiert. Siegbert und Berta wurden im Sommer 1944 in den sogenannten „Krebsbach-Aktionen“ umgebracht. |
| Regentenstraße 107 ·                       | 25. März 2011  | Hier wohnte Günter Hené Jg. 1927 Deportiert 1941 Riga Ermordet 1944 in Auschwitz                                                                                          |      | Günter Hené wurde am 19.09.1927 als Sohn von Siegbert Hené (*10.10.1886) und Berta Hené, geb. Katz (*02.10.1891) in Mönchengladbach geboren. Am 11.12.1941 wurden Siegbert, Berta und Günter über Düsseldorf in das Ghetto Riga verbracht, Günter wurde am 09.08.1944 weiter nach Stutthof und am 10.09.1944 nach Auschwitz deportiert, wo er ermordet wurde. |
| Rheydter Straße / Ecke Karl-Barthold-Weg · | 7. Nov. 2024   | Hier wohnte Leo Schönfeld Jg. 1915 Eingewiesen Heilanstalt Hephata 'Verlegt' 12.2.1941 Heilanstalt Grafenberg 15.2.1941 Hadamar Ermordet 15.2,1941 'Aktion T4'            |      | Leo Schönfeld wurde am 31.07.1915 als Sohn von Philipp Schönfeld und seiner Ehefrau Julia Schönfeld, geb. Ullmann in Düren geboren, fünf Geschwister sind nachgewiesen. Wann und warum Leo in die Anstalt Hephata aufgenommen wurde, ist nicht bekannt, jedoch ist nachgewiesen, dass er am 12.02.1941 von dort aus in die Provinzialheilanstalt Grafenberg verlegt wurde. Am 15.02.1941 wurde Leo (mit 47 weiteren und ausschließlich jüdischen Patienten) in die Tötungsanstalt Hadamar verbracht, wo er am gleichen Tag im Rahmen der Aktion T4 ermordet wurde. |
| Rheydter Straße / Ecke Karl-Barthold-Weg · | 7. Nov. 2024   | Hier wohnte Adolf Herbstmann Jg. 1930 Eingewiesen Heilanstalt Hephata 'Verlegt' 12.2.1941 Heilanstalt Grafenberg 15.2.1941 Hadamar Ermordet 15.2,1941 'Aktion T4'         |      | Adolf Herbstmann wurde am 24.06.1930 in Köln-Lindenthal geboren. Wann und warum Adolf in die Anstalt Hephata aufgenommen wurde, ist nicht bekannt, jedoch ist nachgewiesen, dass er von dort aus am 12.02.1941 in die Provinzialheilanstalt Grafenberg verlegt wurde. Am 15.02.1941 wurde Adolf (mit 47 weiteren und ausschließlich jüdischen Patienten) in die Tötungsanstalt Hadamar verbracht, wo er am gleichen Tag im Rahmen der Aktion T4 ermordet wurde. |
| Rheydter Straße / Ecke Karl-Barthold-Weg · | 7. Nov. 2024   | Hier wohnte Herbert Hirsch Jg. 1918 In Mehreren Heilanstalten Zuletzt Hephata 'Verlegt' 12.2.1941 Heilanstalt Grafenberg 15.2.1941 Hadamar Ermordet 15.2,1941 'Aktion T4' |      | Herbert Hirsch wurde am 17.11.1916 in Idar-Oberstein geboren. Wann und warum Herbert in die Pflegeanstalt Kalmenhof aufgenommen wurde, ist nicht bekannt. Von dort aus wurde er (über die Anstalt Hephata) am 12.02.1941 in die Provinzialheilanstalt Grafenberg verlegt. Am 15.02.1941 wurde Herbert (mit 47 weiteren und ausschließlich jüdischen Patienten) in die Tötungsanstalt Hadamar verbracht, wo er am gleichen Tag im Rahmen der Aktion T4 ermordet wurde. |
| Roermonder Straße 27 ·                     | 25. Jan. 2008  | Hier wohnte Berta Liffmann Jg. 1909 Deportiert 1941 Lodz Ermordet in Auschwitz                                                                                            |      | Berta Liffmann wurde am 03.11.1909 als Tochter von Moritz Liffmann (* 18.12.1882) und Johanna Liffmann, geb. Carls (* 05.11.1879) in Mönchengladbach geboren. in Mönchengladbach geboren. Am 27.10.1941 wurden Moritz, Berta und Helmut in das Ghetto Litzmannstadt verbracht, Berta und Helmut wurden weiter nach Auschwitz deportiert, wo beide ermordet wurden. |
| Roermonder Straße 27 ·                     | 25. Jan. 2008  | Hier wohnte Moritz Liffmann Jg. 1882 Deportiert 1941 Ermordet in Lodz |      | Moritz Liffmann wurde am 18.12.1882 als Sohn von Wilhelm Liffmann (1845–1904) und Berta Liffmann, geb. Keller (1844–1903) in Mönchengladbach geboren. Er heiratete Johanna Liffmann, geb. Carls (*05.11.1879, †24.03.1934), aus der Ehe gingen vier Kinder hervor: Berta (*03.11.1909), Wilhelm (*10.09.1912, †Januar 1945 in Bergen-Belsen), Ilse (*04.02.1915, überlebt) und Helmut (*10.12.1916). Am 27.10.1941 wurden Moritz, Berta und Helmut in das Ghetto Litzmannstadt deportiert, wo Moritz umkam. |
| Roermonder Straße 27 ·                     | 25. Jan. 2008  | Hier wohnte Helmut Liffmann Jg. 1916 Deportiert 1941 Lodz Ermordet in Auschwitz                                                                                           |      | Helmut Liffmann wurde am 10.12.1916 als Sohn von Moritz Liffmann (* 18.12.1882) und Johanna Liffmann, geb. Carls (* 05.11.1879) in Mönchengladbach geboren. Am 27.10.1941 wurden Moritz, Berta und Helmut in das Ghetto Litzmannstadt verbracht, Berta und Helmut wurden weiter nach Auschwitz deportiert, wo beide ermordet wurden. |
| Roermonder Straße 27 ·                     | 29. Apr. 2022  | Hier wohnte Erwin Liffmann Jg. 1878 Deportiert 1941 Lodz/Litzmannstadt Befreit                                                                                            |      | Erwin Liffmann wurde am 8. Februar 1914 als Sohn von Moritz Liffmann (1882–?) und Johanna Liffmann geb. Carls (1879–1934) in Mönchengladbach geboren. Er hatte fünf Geschwister. Anfang 1939 wurde er mit seinem Bruder Helmut zur Zwangsarbeit in die Eifel gebracht. Am 27. Oktober 1941 wurde er in das Ghetto Litzmannstadt (Łódź) deportiert, das er überlebte, weil er in einem Rüstungsbetrieb in Tschenstochau arbeiten konnte. Später wurde Erwin Liffmann in das Konzentrationslager Buchenwald (Lager Sonnenberg) transportiert, von wo aus er am 4. April 1945 auf einen Todesmarsch geschickt wurde. Die herannahenden amerikanischen Truppen befreiten ihn. Am 20. Oktober 1946 heiratete Liffmann in Mönchengladbach Grete Leven (* 24. Dezember 1919), mit der er im Jahr 1947 nach Victoria/Australien auswanderte, wo er am 28. Januar 2010 verstarb. |
| Schillerstraße 12c ·                       | 25. Jan. 2008  | Hier wohnte Ilse Abraham Geb. Malsch Jg. 1902 Deportiert 1941 Riga Ermordet                                                                                               |      | Ilse Malsch wurde am 28.05.1902 als Tochter von Dr. Julius Malsch (1866–1914) und Regina Malsch, geb. Hertz (1874–1938) in Krefeld geboren. Sie heiratete Willy Abraham (*16.03.1885), aus der Ehe ging ein Sohn hervor: Helmut (*31.10.1924). Die Familie wurde am 11.12.1941 über Düsseldorf ins Ghetto Riga deportiert, wo Ilse verschollen ist. |
| Schillerstraße 12c ·                       | 25. Jan. 2008  | Hier wohnte Willy Abraham Jg. 1885 Deportiert 1941 Riga Ermordet 1942 in Salaspils                                                                                        |      | Willy Abraham wurde am 16.03.1885 als Sohn von Nathan Abraham und Flora Abraham, geb. Heidemann in Schlochau geboren. Willy übernahm – als gelernter Kaufmann – mit seinem Bruder Max die Leitung der Rheydter Filiale des Kaufhauses Gebr. Abraham. Willy heiratete Ilse Malsch (* 28.05.1902), aus der Ehe ging ein Sohn hervor: Helmut (* 31.10.1924). Willy wurde im November 1938 festgenommen und in das Gefängnis Spatzenberg verbracht, aber am 25.11.1938 wieder entlassen. Die Familie wurde am 11.12.1941 über Düsseldorf ins Ghetto Riga deportiert, Willy und Helmut kamen im Januar 1942 in Salaspils ums Leben. |
| Schillerstraße 12c ·                       | 25. Jan. 2008  | Hier wohnte Helmut Abraham Jg. 1924 Deportiert 1941 Riga Ermordet 1942 in Salaspils                                                                                       |      | Helmut Abraham wurde am 31.10.1924 als Sohn von Willy Abraham (* 16.03.1885) und Ilse Abraham, geb. Malsch (* 28.05.1902) in Rheydt geboren. Die Familie wurde am 11.12.1941 über Düsseldorf ins Ghetto Riga deportiert, Willy und Helmut kamen im Januar 1942 in Salaspils ums Leben. |
| Schillerstraße 50 ·                        | 29. Apr. 2022  | Hier wohnte Max Adler Jg. 1898 Flucht 1936 England |      | Max Adler wurde am 21. Juni 1898 als Sohn von Bernhard Adler (1869–1943) und Elise Adler geb. Ledermann (1872–1943) in Schweinfurt geboren. Er hatte den Bruder Willy Adler (* 1904). Max Adler war Zahnarzt und ließ sich Anfang 1924 in Mönchengladbach nieder. Am 13. März 1925 heiratete er die Zahnärztin Erna Rosenbusch (* 1900) aus Mönchengladbach. Aus der Ehe gingen die Kinder Ernst (* 1926) und Erika (* 1931) hervor. Das Ehepaar führte an der Humboldtstraße 28 eine Zahnarztpraxis, und die Familie zog 1929 in das neu erbaute Haus an der Schillerstraße 50. Dieses Haus verkauften die Adlers am 3. August 1936 und zogen einen Tag später Richtung England, wo Max Adler in Hull eine Stelle als Zahnarzt antrat. Am 10. Juli 1947 wurde er in Kingston-upon-Hull/Yorkshire eingebürgert. Er verstarb dort am 22. September 1984. |
| Schillerstraße 50 ·                        | 29. Apr. 2022  | Hier wohnte Erna Adler Geb. Rosenbusch Jg. 1900 Flucht 1936 England |      | Erna Adler wurde am 24. Juli 1900 als Tochter von Joseph Rosenbusch und Alwine Rosenbusch geb. Wallerstein in Mönchengladbach geboren. Sie hatte einen Bruder, Ernst Rosenbusch. Erna Adler war Zahnärztin und führte mit ihrem Mann Max (* 1898), den sie am 13. März 1925 geheiratet hatte, eine Praxis in der Humboldtstraße 28. Das Ehepaar hatte die Kinder Ernst (* 1926) und Erika (* 1931). Im Jahr 1936 emigrierte die Familie nach England, wo sie 1947 in Kingston-upon-Hull/Yorkshire eingebürgert wurde. Erna Adler verstarb bei einem Unfall am 22. September 1948. |
| Schillerstraße 50 ·                        | 29. Apr. 2022  | Hier wohnte Ernst Adler Jg. 1926 Flucht 1936 England |      | Ernst Adler wurde am 18. Mai 1926 als Sohn von Max Adler (1898–1984) und Erna Adler geb. Rosenbusch (1900–1948) in Mönchengladbach geboren. Er lebte zusammen mit seiner Schwester Erika (* 1931) und seinen Eltern in der Schillerstraße 50, bis die Familie die Stadt am 4. August 1936 in Richtung England verließ, wo der Vater in Kingston-upon-Hull eine Stelle als Zahnarzt antreten konnte. Ernst Adler wurde zum Radio-Ingenieur ausgebildet. |
| Schillerstraße 50 ·                        | 29. Apr. 2022  | Hier wohnte Erika Adler Jg. 1931 Flucht 1936 England |      | Erika Adler wurde am 1. November 1931 als Tochter von Max Adler (1898–1984) und Erna Adler geb. Rosenbusch (1900–1948) in Mönchengladbach geboren. Sie hatte einen Bruder, Ernst (* 1926), und lebte mit der Familie in der Schillerstraße 50. Am 4. August 1936 verließ die Familie Adler die Stadt in Richtung England, wo der Vater in Kingston-upon-Hull eine Stelle als Zahnarzt antreten konnte. Erika Adler studierte Medizin in Liverpool. |
| Schillerstraße 63 ·                        | 1. Jan. 2000   | Hier wohnte Mathilde Vogel Geb. Kaufmann Jg. 1887 Deportiert 1942 Izbica tot                                                                                              |      | Mathilde Kaufmann wurde am 16.10.1887 als Tochter von Lazarus Kaufmann und Sara Kaufmann, geb. Baruch in Gindorf geboren. Sie heiratete Bernhard Vogel (*30.09.1869), am 15.06.1942 wurden Bernhard und Mathilde über Düsseldorf nach Sobibor deportiert, wo Mathilde für tot erklärt wurde. |
| Schillerstraße 63 ·                        | 1. Jan. 2000   | Hier wohnte Gertrud Vogel Geb. Löwenstein Jg. 1904 Flucht 1937 Holland Deportiert 1942 Ermordet in Auschwitz                                                              |      | Gertrud Löwenstein wurde am 07.08.1904 in Hagen i. Westf. geboren. Sie heiratete Dr. Kurt Vogel (*03.07.1899), aus der Ehe ging eine Tochter hervor: Ellen-Marie (* 1932, überlebt, † 2010 in Nimwegen). Kurt, Ellen-Marie und Gertrud emigrierten 1937 in die Niederlande, Gertrud wurde am 10.09.1942 inhaftiert, in Westerbork interniert und am 30.09.1942 nach Auschwitz deportiert und dort am 30.09.1942 für tot erklärt. |
| Schillerstraße 63 ·                        | 1. Jan. 2000   | Hier wohnte Dr. Kurt Vogel Jg. 1899 Flucht 1937 Holland Deportiert 1943 Ermordet in Sobibor                                                                               |      | Dr. Kurt Vogel wurde am 03.07.1899 als Sohn von Bernhard Vogel (30.09.1869) und Auguste Vogel, geb. Bär (* 1873) in Mönchengladbach geboren. Er war in den späten 20er Jahren Prokurist bei der Weberei Klein & Vogel, später wurde er Teilhaber der Firma. Kurt heiratete Gertrud Löwenstein (* 07.08.1904), aus der Ehe ging eine Tochter hervor: Ellen-Marie (* 1932, überlebt, † 2010 in Nimwegen). Kurt, Ellen-Marie und Gertrud emigrierten 1937 in die Niederlande, Kurt wurde am 13.04.1943 in Westerbork interniert und am 20.04.1943 nach Sobibor deportiert, wo er ermordet wurde (als Todestag wird der 23.04.1943 angegeben). |
| Schillerstraße 63 ·                        | 1. Jan. 2000   | Hier wohnte Bernhard Vogel Jg. 1869 Deportiert 1942 Izbica tot |      | Bernhard Vogel wurde am 30.09.1869 als Sohn von Moritz Vogel und Regina Vogel, geb. Haas in Gau-Odernheim geboren. Im Jahr 1897 gründete er mit Wilhelm Klein die Weberei Klein & Vogel, die Ende der 20er Jahre bis zu 350 Mitarbeiter hatte. Am 02.08.1898 heiratete er Auguste Bär (* 1873, † 11.10.1937), aus der Ehe ging ein Sohn hervor: Kurt (* 03.07.1899). Am 05.11.1941 heiratet er Mathilde Kaufmann (* 16.10.1887). Vom 10.11.-19.11.1938 war er im Gefängnis Spatzenberg inhaftiert, am 15.06.1942 wurden Bernhard und Mathilde über Düsseldorf nach Sobibor deportiert, wo Bernhard für tot erklärt wurde (strittig: Lt. dieser Quelle ist Bernhard in Izbica umgekommen). |
| Schillerstraße 65 ·                        | 29. Apr. 2022  | Hier wohnte Selma Hirschberger Geb. Mayer Jg. 1884 Flucht 1933 Holland Interniert Westerbork Deportiert 1942 Auschwitz Ermordet 31.8.1942                                 |      | Selma Mayer wurde am 06.07.1884 als Tochter von Isaak Mayer und Florentine Mayer, geb. Steinhardt in Mönchengladbach geboren, als Beruf wird Hausfrau angegeben. Sie heiratete Stephan Hirschberger, ein Sohn (Erich) ist bekannt. Selma und Erich emigrierten im November 1933 nach Venlo, Stephan folgte im Dezember 1938. Im August 1942 wurde die Familie im Sammellager Westerbork interniert und von dort aus ins KZ Auschwitz deportiert, wo Stephan und Selma am 31.08.1942 ermordet wurden. |
| Schillerstraße 65 ·                        | 29. Apr. 2022  | Hier wohnte Erich Hirschberger Jg. 1922 Flucht 1933 Holland Deportiert 1942 Auschwitz 1944 Blechhammer Todesmarsch 18.1.1945 Ermordet 27.1.1945                           |      | Erich Hirschberger wurde am 01.08.1922 als Sohn von Stephan Hirschberger und Selma Hirschberger, geb. Mayer in Mönchengladbach geboren. Selma und Erich emigrierten im November 1933 nach Venlo, Stephan folgte im Dezember 1938. Im August 1942 wurde die Familie im Sammellager Westerbork interniert und von dort aus ins KZ Auschwitz deportiert. Anfang April 1944 wurde Erich in das Zwangsarbeitslager Blechhammer verbracht, von wo aus er am 18.01.1945 auf den sog. Todesmarsch geschickt wurde. Seine Leiche wurde in der Nähe von Deutsch Müllmen aufgefunden, zum Todestag wurde der 27.01.1945 erklärt. |
| Schillerstraße 65 ·                        | 29. Apr. 2022  | Hier wohnte Stephan Hirschberger Jg. 1891 Flucht 1938 Holland Interniert Westerbork Deportiert 1942 Auschwitz Ermordet 31.8.1942                                          |      | Stephan Hirschberger wurde am 11.06.1891 als Sohn von Heinrich Hirschberger (1861–1907) und Therese Hirschberger, geb. Mohr (1862–1914) in Bingen geboren. Er heiratete am 19.09.1921 in Mönchengladbach Selma Mayer, ein Sohn (Erich) ist bekannt. Im Dezember 1938 emigrierte Stephan nach Venlo (Selma und Erich emigrierten schon im November 1937 nach Venlo). Im August 1942 wurde die Familie im Sammellager Westerbork interniert und von dort aus ins KZ Auschwitz deportiert, wo Stephan und Selma am 31.08.1942 ermordet wurden. |
| Schillerstraße 83 ·                        | 7. Nov. 2024   | Hier wohnte Dr. Alfred Cohen Jg. 1895 'Schutzhaft 1938' Gefängnis Spatzenberg Flucht 1938 Holland 1939 USA                                                                |      | Dr. Alfred Cohen wurde am 21.12.1895 als Sohn von Philipp Cohen (1861–1937) und Friederike Cohen, geb. Frank (* 1874) in Rheydt geboren, eine Schwester (Lilli, * 1900) ist bekannt. Nach dem Kriegseinsatz im Ersten Weltkrieg und dem Jura-Studium in Gießen (am 08.05.1922 als Dr. jur. promoviert) übernahm er das elterliche Herren- und Damen-Konfektionshaus Cohen und Frank. Am 20.06.1933 heiratete Alfred die katholische Friseurin Anna Christina Wilhelmine Antonette Monschang, Kinder sind nicht bekannt. Zu einem unbekannten Zeitpunkt konnte Alfred (noch ohne seine Ehefrau) nach Emstede in Holland übersiedeln, musste aber zur Klärung des Erbes seines Vaters zurückkehren. Am 09.11.1938 wurde er in Schutzhaft genommen und im Gefängnis Spatzenberg inhaftiert. Zur Abwicklung der Erbsache wurde er wieder freigelassen und konnte am 07.12.1938 wieder nach Emstede zurückkehren. Am 20.12.1939 emigrierte Alfred mit dem Schiff Zaandam nach New York, seine Mutter und Schwester konnten nach England fliehen. Alfred verstarb am 19.01.1974 im Spital Münster in der Schweiz, sein Grab ist auf dem jüdischen Friedhof in Mönchengladbach zu finden. |
| Schillerstraße 83 ·                        | 7. Nov. 2024   | Hier wohnte Christine Cohen Geb. Monschang Jg. 1901 Flucht 1940 USA |      | Anna Christina Wilhelmine Antonette Monschang wurde am 10.03.1901 in Rheydt geboren, als Beruf wird Friseurin angegeben. Am 20.06.1933 heiratete sie Dr. Alfred Cohen, Kinder sind nicht bekannt. Am 29.05.1940 folgte sie ihrem Ehemann nach New York und überlebte den Holocaust. |
| Speicker Straße 41 ·                       | 4. Sep. 2009   | Hier wohnte Anna Fröhling Jg. 1888 Deportiert 1941 Ermordet 1942 in Riga                                                                                                  |      | Anna Fröhling wurde am 16.03.1888 als Tochter von Carl Fröhling (1850–1903) und Bella Fröhling, geb. Daniel (1853–1913) in Krefeld geboren, sie hatte eine Schwester – Helene (*17.12.1884) und blieb unverheiratet. Anna und Helene wurden am 11.12.1941 über Düsseldorf ins Ghetto Riga deportiert, wo beide am 26.03.1942 im Rahmen der Aktion Dünamünde ermordet wurden. |
| Speicker Straße 41 ·                       | 4. Sep. 2009   | Hier wohnte Helene Fröhling Jg. 1884 Deportiert 1941 Ermordet 1942 in Riga                                                                                                |      | Helene Fröhling wurde am 17.12.1884 als Tochter von Carl Fröhling (1850–1903) und Bella Fröhling, geb. Daniel (1853–1913) in Krefeld geboren, sie hatte eine Schwester – Anna (* 16.03.1888) – und blieb unverheiratet. Anna und Helene wurden am 11.12.1941 über Düsseldorf ins Ghetto Riga deportiert, wo beide am 26.03.1942 im Rahmen der Aktion Dünamünde ermordet wurden. |
| Steinmetzstraße 48 ·                       | 7. Nov. 2024   | Hier wohnte Walter Heumann Jg. 1921 Flucht 1937 Holland Mit Hilfe Versteckt Überlebt                                                                                      |      | Walter Heumann wurde am 10.07.1921 als Sohn von Hugo Heumann und seiner Ehefrau Selma Heumann, geb. Dalberg in Mönchengladbach geboren. Nachdem er 1933 das Gymnasium verlassen musste, schickt ihn sein Vater zur Elektriker-Lehre bei Philips in Eindhoven. Der Versuch, 1940 nach England zu fliehen, schlug fehl, Walter konnte aber von der Familie Kuiper bis zum Kriegsende versteckt werden. Nach der Befreiung arbeitete Walter 1944-45 für die Royal Air Force, ab 1945 wieder für Philips, bevor er nach Los Angeles emigrierte. Dort heiratete er Silvia Miller und baute sich mit ihr ein neues Leben auf. |
| Steinmetzstraße 48 ·                       | 7. Nov. 2024   | Hier wohnte Hugo Heumann Jg. 1876 'Schutzhaft' 1938 Flucht 1939 Luxemburg 1941 Zwangsaltersheim Fünfbrunnen Deportiert 1943 Theresienstadt Befreit                        |      | Hugo Heumann wurde am 22.06.1876 als Sohn von Alexander Heumann und seiner Ehefrau Henriette Heumann, geb. Bamberger in Mönchengladbach geboren, zwei Geschwister sind bekannt: Moritz (* 1874) und Helene (* 1881). Nach einer Lehre in verschiedenen Stoffhandelsfirmen im In- und Ausland und Ableistung seines Militärdienstes wurde er 1905 (neben seinem Bruder) Teilhaber der väterlichen Weberei „Jos. Kleinsorg“. Nach seinem Einsatz im Ersten Weltkrieg heiratete er Selma Dalberg, ein Sohn (Walter) ist bekannt. Auf Druck der Nationalsozialisten mussten Hugo und Moritz 1938 das Familienunternehmen weit unter Wert an H. G. Wienands verkaufen. Die Familie beschließt, am 26.04.1939 das Land in Richtung Luxemburg zu verlassen. Nachdem Moritz und seine Ehefrau über Lissabon in die USA fliehen können, werden Hugo und seine Ehefrau im Juli 1941 wegen fehlender Papiere gezwungen, ins Jüdisches Altersheim Fünfbrunnen umzusiedeln. Am 06.04.1943 wurden Hugo und Selma ins Ghetto Theresienstadt deportiert, als Mitarbeiter der Zentralevidenz (Hugo) und Betreuerin von Waisenkindern (Selma) besaßen sie einen gewissen Schutzstatus, wurden 1945 durch sowjetische Truppen befreit und überlebten den Holocaust. Nach fast vierjähriger Gefangenschaft übersiedelten beide (über Luxemburg) nach Kalifornien und wurden 1953 eingebürgert. Hugo starb am 11.01.1973. |
| Steinmetzstraße 48 ·                       | 7. Nov. 2024   | Hier wohnte Selma Heumann Geb. Dalberg Jg. 1893 Flucht 1939 Luxemburg 1941 Zwangsaltersheim Fünfbrunnen Deportiert 1943 Theresienstadt Befreit                            |      | Selma Dalberg wurde am 11.09.1893 in Mönchengladbach geboren, als Beruf wird Erzieherin angegeben. Sie heiratete Hugo Heumann, ein Sohn (Walter) ist bekannt. Nachdem das Familienunternehmen verkauft werden musste, beschließt die Familie, am 26.04.1939 das Land in Richtung Luxemburg zu verlassen. Nachdem Schwager und Schwägerin in die USA fliehen können, werden Selma und ihr Ehemann im Juli 1941 wegen fehlender Papiere gezwungen, ins Jüdisches Altersheim Fünfbrunnen umzusiedeln. Am 06.04.1943 wurden Selma und Hugo ins Ghetto Theresienstadt deportiert, als Betreuerin von Waisenkindern (Selma) und Mitarbeiter der Zentralevidenz (Hugo) besaßen sie einen gewissen Schutzstatus, wurden 1945 durch sowjetische Truppen befreit und überlebten den Holocaust. Nach fast vierjähriger Gefangenschaft übersiedelten beide (über Luxemburg) nach Kalifornien und wurden 1953 eingebürgert. Selma verstirbt am 24.04.1990 in Los Angeles. |
| Stepgesstraße 29 ·                         | 12. Nov. 2011  | Hier wohnte Sara Winter Jg. 1857 Deportiert 1942 Theresienstadt tot 16.12.1942                                                                                            |      | Sara Winter wurde am 17.12.1884 als Tochter von Heymann Joseph Winter (*22.09.1799) und Adelheid Winter, geb. Lichtenstein (* 26.04.1825) in Gladbach geboren, sie hatte acht Geschwister. Sara blieb unverheiratet, sie wurde am 25.07.1042 ab Düsseldorf mit dem Transport VII/2, nr. 961 nach Theresienstadt deportiert, wo sie am 16.12.1942 ermordet wurde. |
| Stepgesstraße 33 ·                         | 18. Dez. 2017  | Hier wohnte Alfred Schnook Jg. 1899 exportiert 1941 Łodz/Litzmannstadt ermordet 25.06.1942                                                                                |      | Alfred Schnook wurde am 24.02.1899 als Sohn von Hermann Schnook (1849–1922) und Rebekka Schnook, geb. Heumann (1856–1939), in Rheydt geboren. Er heiratete Rosalie Lichtenstein (*17.05.1894), aus der Ehe gingen zwei Kinder hervor: Henny (20.11.1929) und Heinz (*13.07.1931). Am 27.10.1941 wurde Alfred ab Düsseldorf ins Ghetto Litzmannstadt deportiert, wo er am 25.06.1942 ermordet wurde. |
| Stepgesstraße 33 ·                         | 18. Dez. 2017  | Hier wohnte Rosalie Schnook Geb. Lichtenstein Jg. 1894 Deportiert 1941 Łodz/Litzmannstadt Ermordet 20.07.1942                                                             |      | Rosalie Lichtenstein wurde am 17.05.1894 in Waldenrath geboren. Sie heiratete Alfred Schnook (*24.02.1899), aus der Ehe gingen zwei Kinder hervor: Henny (20.11.1929) und Heinz (*13.07.1931). Am 27.10.1941 wurde Rosalie ab Düsseldorf ins Ghetto Litzmannstadt deportiert, wo sie am 20.07.1942 ermordet wurde (strittig: U.a. diese Quelle gibt den 27.10.1941 als Todestag an). |
| Stepgesstraße 33 ·                         | 18. Dez. 2017  | Hier wohnte Henny Schnook Jg. 1929 Deportiert 1941 Łodz/Litzmannstadt Ermordet Sept. 1942 Chelmno/Kulmhof                                                                 |      | Henny Schnook wurde am 20.11.1929 als Tochter von Alfred Schnook (*24.02.1899) und Rosalie Schnook, geb. Lichtenstein (*17.05.1894) in Waldenrath geboren, sie hatte einen Bruder: Heinz (*13.07.1931). Am 27.10.1941 wurde Henny ab Düsseldorf ins Ghetto Litzmannstadt verbracht, weiter ins Vernichtungslager Chelmno deportiert, wo sie im September 1942 ermordet wurde. |
| Stepgesstraße 33 ·                         | 18. Dez. 2017  | Hier wohnte Heinz Schnook Jg. 1931 Deportiert 1941 Łodz/Litzmannstadt Ermordet Sept. 1942 Chelmno/Kulmhof                                                                 |      | Heinz Schnook wurde am 13.07.1931 als Sohn von Alfred Schnook (*24.02.1899) und Rosalie Schnook, geb. Lichtenstein (*17.05.1894) in Mönchengladbach geboren, er hatte eine Schwester: Henny (20.11.1929). Am 27.10.1941 wurde Heinz ab Düsseldorf ins Ghetto Litzmannstadt verbracht und dort ermordet (strittig: Diese Quelle berichtet von einer folgenden Deportation ins Vernichtungslager Chelmno, wo Heinz im September 1942 ermordet wurde). |
| Waldhausener Straße 72 ·                   | 18. Dez. 2017  | Hier wohnte Jacob Levi Jg. 1883 Deportiert 1942 Izbica Ermordet |      | Jacob Levi wurde am 14.07.1883 als Sohn von Joseph Levi und Eva Levi, geb. Hertz in Krefeld geboren. Jacob besaß ein Installationsgeschäft, er heiratete Fanny Cahn (*29.07.1885), aus der Ehe gingen zwei Kinder hervor: Alex (*19.03.1910) und Max (*25.02.1911, überlebt). Am 21.04.1942 wurde die gesamte Familie Levi über Düsseldorf ins Ghetto Izbica deportiert, wo alle verschollen sind. |
| Waldhausener Straße 72 ·                   | 18. Dez. 2017  | Hier wohnte Fanny Levi Geb. Cahn Jg. 1885 Deportiert 1942 Izbica Ermordet                                                                                                 |      | Fanny Cahn wurde am 29.07.1885 als Tochter von Leiser Itzig Moses Cahn und Sibilla Cahn, geb. Süßkind in Wickrath geboren. Sie heiratete Jacob Levi (14.07.1883), aus der Ehe gingen zwei Kinder hervor: Alex (*19.03.1910) und Max (*25.02.1911, überlebt). Am 21.04.1942 wurde die gesamte Familie Levi über Düsseldorf ins Ghetto Izbica deportiert, wo alle verschollen sind. |
| Waldhausener Straße 72 ·                   | 18. Dez. 2017  | Hier wohnte Erna Levi Geb. Falkenstein Jg. 1907 Deportiert 1942 Izbica Ermordet                                                                                           |      | Erna Falkenstein wurde am 01.06.1907 als Tochter von Dagobert Falkenstein und Paula Falkenstein, geb. Levy in Hochneukirch geboren. Sie heiratete Alex Levi (*19.03.1910), aus der Ehe ging ein Sohn hervor: Joachim (*24.12.1936). Am 21.04.1942 wurde die gesamte Familie Levi über Düsseldorf ins Ghetto Izbica deportiert, wo alle verschollen sind. In Jüchen wurde am 15.02.2016 ein weiterer Stolperstein für Erna verlegt. |
| Waldhausener Straße 72 ·                   | 18. Dez. 2017  | Hier wohnte Alex Levi Jg. 1910 Deportiert 1942 Izbica Ermordet |      | Alex Levi wurde am 19.03.1910 als Sohn von Jacob Levi (14.07.1883) und Fanny Levi, geb. Cahn (*29.07.1885)in Mönchengladbach geboren. Alex heiratete Erna Falkenstein (*01.06.1907), aus der Ehe ging ein Sohn hervor: Joachim (*24.12.1936). Alex war vom 13.03.-05.04.1939 in Dachau in Schutzhaft genommen worden, am 21.04.1942 wurde die gesamte Familie Levi über Düsseldorf ins Ghetto Izbica deportiert, wo alle verschollen sind. Am 21.04.1942 wurde die gesamte Familie Levi über Düsseldorf ins Ghetto Izbica deportiert, wo alle verschollen sind. In Jüchen wurde am 15.02.2016 ein weiterer Stolperstein für Alex verlegt. |
| Waldhausener Straße 72 ·                   | 18. Dez. 2017  | Hier wohnte Joachim Levi Jg. 1936 Deportiert 1942 Izbica Ermordet |      | Joachim Levi wurde am 24.12.1936 als Sohn von Alex Levi (*19.03.1910) und Erna Levi, geb. Falkenstein (*01.06.1907) in Mönchengladbach geboren. Am 21.04.1942 wurde die gesamte Familie Levi über Düsseldorf ins Ghetto Izbica deportiert, wo alle verschollen sind. In Jüchen wurde am 15.02.2016 ein weiterer Stolperstein für Joachim verlegt. |
| Weiherstraße 14 ·                          | 22. Apr. 2021  | Hier wohnte Efroim 'Franz' Mazewski Jg. 1898 'Polenaktion' 1938 Bentschen/Zbaszyn Deportiert Lodz/Litzmannstadt Ermordet                                                  |      | Efroim 'Franz' Mazewski wurde am 28.08.1898 in Lodz geboren, als Beruf wird Schuhmacher angegeben. Er heiratete Baila 'Berta' Wassermann, zwei Kinder sind bekannt: Jozef 'Josef' und Ruth. Die Familie ist erstmals in den Jahren 1923–1924 in Mönchengladbach nachgewiesen. Da die Mitglieder der Familie weiterhin die polnische Staatsbürgerschaft besaßen, wurden sie am 28.10.1938 auf Anweisung des Reichsführers SS Heinrich Himmler nach Polen abgeschoben. Nach dem Einmarsch der Wehrmacht in Polen wurde die gesamte Familie in das Ghetto Lodz verbracht, wo alle (zu einem unbekannten Zeitpunkt) ermordet wurden. |
| Weiherstraße 14 ·                          | 22. Apr. 2021  | Hier wohnte Baila 'Berta' Mazeski Geb. Wassermann Jg. 1894 'Polenaktion' 1938 Bentschen/Zbaszyn Deportiert Lodz/Litzmannstadt Ermordet                                    |      | Baila 'Berta' Wassermann wurde am 15.03.1894 in Rozniatow geboren. Sie heiratete Efroim 'Franz' Mazewski, zwei Kinder sind bekannt: Jozef 'Josef' und Ruth. Die Familie ist erstmals in den Jahren 1923–1924 in Mönchengladbach nachgewiesen. Da die Mitglieder der Familie weiterhin die polnische Staatsbürgerschaft besaßen, wurden sie am 28.10.1938 auf Anweisung des Reichsführers SS Heinrich Himmler nach Polen abgeschoben. Nach dem Einmarsch der Wehrmacht in Polen wurde die gesamte Familie in das Ghetto Lodz verbracht, wo alle (zu einem unbekannten Zeitpunkt) ermordet wurden. |
| Weiherstraße 14 ·                          | 22. Apr. 2021  | Hier wohnte Jozef 'Josef' Mazewski Jg. 1927 'Polenaktion' 1938 Bentschen/Zbaszyn Schicksal unbekannt                                                                      |      | Jozef 'Josef' Mazewski wurde am 10.07.1927 als Sohn von Efroim 'Franz' Mazewski und Baila 'Berta' Mazewski, geb. Wassermann in Mönchengladbach geboren, eine Schwester (Ruth) ist bekannt. Die Familie ist erstmals in den Jahren 1923–1924 in Mönchengladbach nachgewiesen. Da die Mitglieder der Familie weiterhin die polnische Staatsbürgerschaft besaßen, wurden sie am 28.10.1938 auf Anweisung des Reichsführers SS Heinrich Himmler nach Polen abgeschoben. Nach dem Einmarsch der Wehrmacht in Polen wurde die gesamte Familie in das Ghetto Lodz verbracht, das Schicksal von Josef ist unbekannt. |
| Weiherstraße 14 ·                          | 22. Apr. 2021  | Hier wohnte Ruth Mazewski Jg. 1930 'Polenaktion' 1938 Bentschen/Zbaszyn Deportiert Lodz/Litzmannstadt Ermordet                                                            |      | Ruth Mazewski wurde am 27.08.1930 als Tochter von Efroim 'Franz' Mazewski und Baila 'Berta' Mazewski, geb. Wassermann in Mönchengladbach geboren, ein Bruder (Jozef 'Josef') ist bekannt. Die Familie ist erstmals in den Jahren 1923–1924 in Mönchengladbach nachgewiesen. Da die Mitglieder der Familie weiterhin die polnische Staatsbürgerschaft besaßen, wurden sie am 28.10.1938 auf Anweisung des Reichsführers SS Heinrich Himmler nach Polen abgeschoben. Nach dem Einmarsch der Wehrmacht in Polen wurde die gesamte Familie in das Ghetto Lodz verbracht, wo alle (zu einem unbekannten Zeitpunkt) ermordet wurden. |
| Weiherstraße 27 ·                          | 18. Dez. 2007  | Hier wohnte Heinz Berthold Fürst Jg. 1919 Deportiert 1942 Izbica Ermordet                                                                                                 |      | Heinz Berthold Fürst wurde am 23.03.1919 als Sohn von Isidor Fürst und Christine Fürst, geb. Fredloh in Düsseldorf geboren. Er heiratete Edith Süsskind (* 15.02.1922), die Ehe blieb kinderlos. Das Ehepaar wurde am 21.04.1942 über Düsseldorf ins Ghetto Izbica deportiert, wo beide verschollen sind. |
| Weiherstraße 27 ·                          | 18. Dez. 2007  | Hier wohnte Edith Fürst Geb. Süsskind Jg. 1922 Deportiert 1942 Izbica Ermordet                                                                                            |      | Edith Süsskind wurde am 15.02.1922 als Tochter von Hermann Süsskind und Frieda Süsskind, geb. Harf in Mönchengladbach geboren. Sie heiratete Heinz Berthold Fürst (*23.03.1919), die Ehe blieb kinderlos. Das Ehepaar wurde am 21.04.1942 über Düsseldorf ins Ghetto Izbica deportiert, wo beide verschollen sind. |
| Weiherstraße 42 ·                          | 16. Dez. 2019  | Weiherstr. 42 wohnte Siegfried Willner Jg. 1894 Flucht 1939 Belgien Interniert Drancy Deportiert 1942 Ermordet in Auschwitz                                               |      | Siegfried Willner wurde am 10.07.1894 als Sohn von Joseph Willner (* 1862, † 1944 Ghetto Theresienstadt) und Amalie Willner, geb. Linz (* 1865, † 1933) in Grefrath geboren, als Beruf wird Reisender angegeben. Er heiratete am 19.09.1924 Auguste Winter (* 1900), ein Sohn (Eddie Helmut (* 1926)) ist bekannt. Siegfried und Auguste flüchteten am 03.02.1939 aus Mönchengladbach nach Brüssel. Zu einem unbekannten Zeitpunkt ging es weiter nach Frankreich, dort wurde die Familie verhaftet. Siegfried wurde zwischen dem 10. und dem 15.05.1940 im Sammellager Drancy interniert, von dort aus wurde er am 11.09.1942 mit dem Transport 31 ins KZ Auschwitz deportiert. Hier wurde er am 10.07.1944 ermordet. |
| Weiherstraße 42 ·                          | 16. Dez. 2019  | Weiherstr. 42 wohnte Auguste Willner geb. Winter Jg. 1900 Flucht 1939 Belgien Interniert Drancy Deportiert 1942 Ermordet in Auschwitz                                     |      | Auguste Winter wurde am 12.11.1900 als Tochter von Albert Winter (* 1864, † 1941) und Bertha Winter, geb. Fauerbach in Mönchengladbach geboren, als Beruf wird Hausfrau angegeben. Sie heiratete am 19.09.1924 Siegfried Willner (* 1894), ein Sohn (Eddie Helmut (* 1926)) ist bekannt. Siegfried und Auguste flüchteten am 03.02.1939 aus Mönchengladbach nach Brüssel. Zu einem unbekannten Zeitpunkt ging es weiter nach Frankreich, dort wurde die Familie verhaftet. Auguste wurde (wahrscheinlich) zwischen dem 10. und dem 15.05.1940 im Sammellager Drancy interniert, von dort aus wurde sie am 11.09.1942 mit dem Transport 31 ins KZ Auschwitz deportiert. Dort wurde sie für tot erklärt, als Todesjahr wird 1944 angegeben. |
| Weiherstraße 42 ·                          | 16. Dez. 2019  | Weiherstr. 42 wohnte Eddie Helmut Willner Jg. 1926 Flucht 1938 Belgien Interniert Drancy Deportiert 1942 Auschwitz Todesmarsch Langenstein Befreit                        |      | Eddie Helmut Willner wurde am 15.08.1926 als Sohn von Siegfried Willner (* 1894) und Auguste Willner, geb. Winter (* 1900) geboren. Am 08.12.1938 flüchtete Eddie Helmut nach Brüssel, seine Eltern folgten ihm am 03.02.1939. Zu einem unbekannten Zeitpunkt ging es weiter nach Frankreich, dort wurde die Familie verhaftet. Eddie Helmut wurde (wahrscheinlich) zwischen dem 10. und dem 15.05.1940 im Sammellager Drancy interniert, von dort aus wurde er am 11.09.1942 ins KZ Auschwitz verbracht. Anfang 1945 wurde er ins KZ Buchenwald, Außenlager Langenstein-Zwieberge deportiert. Das Lager wurde am 09.04.1945 evakuiert, die Insassen wurden auf einen der berüchtigten Todesmärsche quer durch Mitteldeutschland getrieben. Mit einigen anderen Mithäftlingen gelang Eddie Helmut die Flucht, sie wurden von der herannahenden US-Armee gerettet. Eddie Helmut emigrierte in die USA, dort diente er 20 Jahre in der Armee. Er heiratete Johanna Willner Tiburtius, sechs Kinder sind bekannt. Eddie Helmut Willner starb am 30.03.2008 in Falls Church (Virginia). |